# James Wyatt
James Wyatt RA (3 de agosto de 1746 – 4 de septiembre de 1813), fue un destacado arquitecto inglés que estuvo de moda entre los aristócratas de esa época. Fue rival de Robert Adam, un arquitecto que durante un tiempo diseñó en estilo neoclásico y después en el naciente neogótico. Entre 1796-1813 James Wyatt fue Surveyor General and Comptroller of the Works, director de la oficina de obras del rey.
Fue elegido miembro de la Royal Academy (RA) el 15 de febrero de 1785 y nombrado presidente de la misma de 1805 a 1806. Está enterrado en la abadía de Westminster.

## Temprana carrera clásica
Wyatt pasó seis años en Italia, 1762–1768, en compañía de Richard Bagot de Staffordshire, que fue secretario de la embajada de conde de Northampton a la República de Venecia. En Venecia, Wyatt estudió con Antonio Visentini (1688–1782) como dibujante de arquitectura y pintor. En Roma hizo dibujos de mediciones de la cúpula de la basílica de San Pedro, «estando por necesidad recostado de espaldas sobre una escalera colgada horizontalmente, sin base o barandilla lateral, sobre un espantoso vacío de 300 pies».
De regreso en Inglaterra, su selección como arquitecto de la propuesta para el Pantheon o Winter Ranelagh en Oxford Street, Londres le supuso un éxito instantáneo, casi sin precedentes. Su hermano, el cirujano Samuel fue uno de los principales promotores de la propuesta, y fue sin duda la causa de que el diseño de un arquitecto joven y casi desconocido fueron aceptados por el Comité. Cuando el Panteón fue abierto en 1772, su elección fue a la vez respaldada por la aprobación del público de moda: Horace Walpole declaró que era «el edificio más bello en Inglaterra».

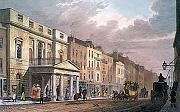
"Pantheon" de Wyatt en Oxford Street, Londres

Externamente no tenía nada destacable (ilustración de la derecha), pero la clasicizante sala cupulada rodeada por galerías y pasillos y extremos absidiales, era algo nuevo en las salas de asamblea, y trajo a su arquitecto celebridad inmediata. El diseño fue expuesto en la Royal Academy, y siguieron encargos privados, y a la edad de 26 años, Wyatt se encontró como arquitecto doméstico de moda y el 27 de agosto de 1770 como miembro asociado de la Royal Academy. Sus refinados modales le aseguraron amigos, así como clientes entre los grandes, y cuando se rumoreaba que estaba a punto de salir del país para convertirse en el arquitecto de Catalina II de Rusia, se dice que un grupo de nobles ingleses le habrían ofrecido para retenerle una tarifa de 1200 £ para que permaneciese a su servicio. Sus principales casas de campo neoclásicas como Heaton Hall, cerca de Manchester (1772), Heveningham Hall en Suffolk (circa 1788-1799), y el castillo Coole en Irlanda, así como Packington Hall, en Staffordshire, el hogar de la familia Levett durante generaciones, y Dodington Park en Gloucestershire para la familia Codrington. El 15 de febrero de 1785 Wyatt fue elegido académico de la Royal Academy y su obra diploma fue un dibujo del Darnley Mausoleum.

## Últimas obras clásicas

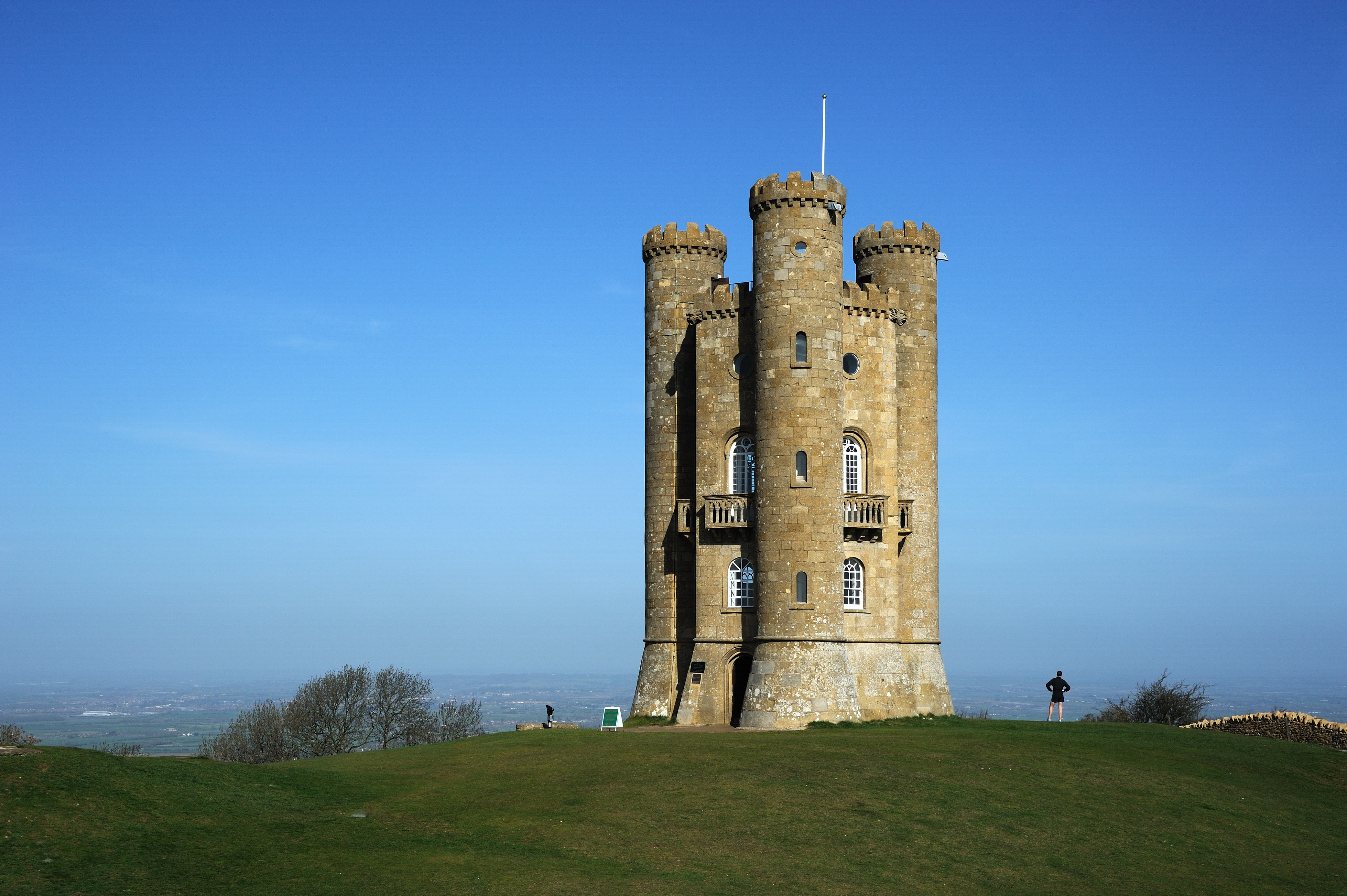
Torre de Broadway, diseñada por Wyatt en la década de 1790.

En los últimos años, llevó a cabo modificaciones en Frogmore para la reina Charlotte, y fue nombrado Surveyor-General of the Works (Agrimensor General de las Obras). Alrededor del año 1800, fue encargado de llevar a cabo modificaciones en el castillo de Windsor, que probablemente habrían sido mucho más considerables si no hubiera sido por la enfermedad del rey, y en 1802 diseñó para el rey el strange castellated palace en Kew, que fue notable por el empleo extensivo de hierro fundido en su construcción.
Entre 1805 y 1808 Wyatt remodeló West Dean House en West Dean (West Sussex). El trabajo de Wyatt fue notable porque está construido en su totalidad de pedernal, incluso en las aberturas de puertas y ventanas, que normalmente se alineaban con piedra.
En 1776, Wyatt sucedió a Henry Keene como Surveyor de la abadía de Westminster (año en que fue nombrado arquitecto de Elizabeth, Countess of Home en la Home House, aunque fue despedido y reemplazado por Robert Adam un año después). En 1782 o 1783 se convirtió, además, en Surveyor of the Ordnance. La muerte de sir William Chambers lo llevó al cargo de Surveyor General and Comptroller of the Works [Agrimensor General y Controlador de las Obras] en 1796.
Wyatt era entonces el principal arquitecto del momento, el destinatario de más encargos de los que podía atender bien. Su práctica generalizada y las funciones de sus cargos oficiales le dejaron poco tiempo para prestar la debida atención a las necesidades individuales de sus clientes. Ya en 1790, cuando fue invitado a presentar sus diseños para la reconstrucción de la iglesia de San Chad en Shrewsbury, rompió sus compromisos con tanta frecuencia que el comité «se sintió largamente ofendido, y se dirigió a Mr. George Stewart». En 1804, Jeffry Wyatt le dijo Farington que su tío había perdido «muchos grandes encargos» por tal descuido. Al ser abordado por un nuevo cliente, en un principio tenía el mayor interés en el encargo, pero cuando el trabajo estaba a punto de comenzar iba perdiendo interés en el y «se empleaba a sí mismo en asuntos profesionales sin importancia, que otros podrían hacer». Su ejercicio en la actividad oficial no era mejor que el tratamiento que dispensaba a sus clientes privados, y no puede haber ninguna duda de que fueron los hábitos irresponsables de Wyatt los que condujeron a la reorganización de la Office of Works después de su muerte, dando como resultado que la oficina del Surveyor se colocó bajo la dirección de un jefe político asistido por tres attached architects (arquitectos asignados").

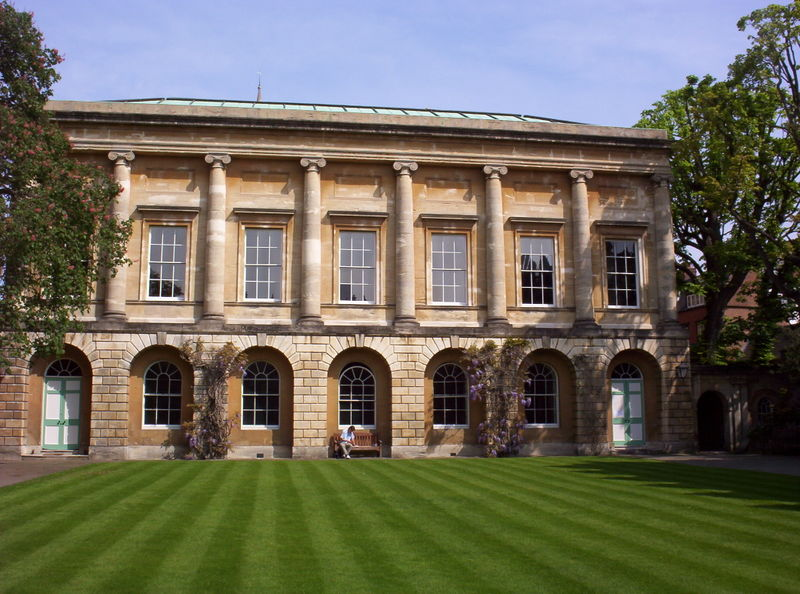
Las Salas Comunes Senior y Biblioteca Principal del Oriel College, Oxford, diseñado por Wyatt en la década de 1780.

Wyatt era un diseñador brillante pero superficial, cuyo trabajo no se caracterizaba por ningún estilo marcadamente personal. En el momento en que comenzó su práctica profesional, los arquitectos de moda eran los hermanos Adam, cuyo estilo de decoración interior procedió a imitar con tal éxito que ellos se quejaban de plagio en la introducción de sus Works in Architecture, que apareció en 1773. Muchos años después, el propio Wyatt dijo a George III que «no había habido arquitectura regular desde sir William Chambers, y que cuando él llegó de Italia se encontró el gusto del público corrompido por los Adams, por lo que se vio obligado a ser cómplice de él». Gran parte de la obra clásica de Wyatt es, de hecho, una castigada manera a lo Adam, con ornamentos en piedra de Coade y medallones etruscos ejecutados en muchos casos por el pintor Biagio Rebecca, que también era empleado por sus rivales. Hasta el final de su vida, él y su hermano Samuel (con quienes debió estar asociado su sobrino Lewis) desarrolló el estilo severo y exigente de la arquitectura doméstica que es característico de la manera Wyatt en su mejor momento. Pero entre las obras de Wyatt, hay varias (por ejemplo, la puerta de la iglesia de Cristo y el mausoleo en Cobham), que muestran una familiaridad con el tratado de Chambers Treatise on the Decorative Part of Civil Architecture [Tratado sobre la parte decorativa de la arquitectura civil], y eso permite creer que si su integridad artística hubiese sido mayor Wyatt podría haber continuado la tradición de Chambers en lugar de caer en el «gusto corrupto» de los hermanos Adam. Si hubiese tenido la oportunidad de diseñar algunos grandes edificios públicos, es posible que se hubiera mostrado como un verdadero discípulo de Chambers; pero su carrera como arquitecto gubernamental coincidió con las guerras napoleónicas, y su muerte prematura le privó de la participación en las mejoras metropolitanas del reinado de George IV.

## Arquitectura gótica

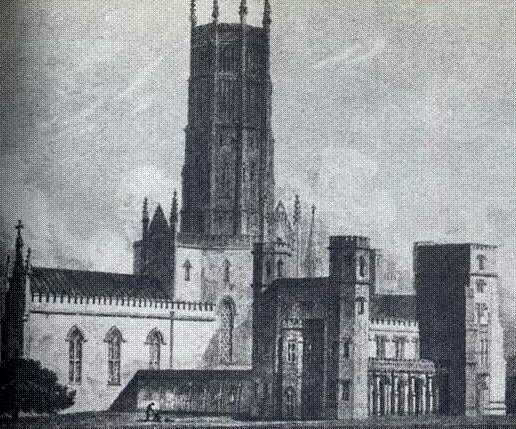
Abadía de Fonthill. Construida en 1795-1807 por Wyatt para William Beckford, el autor de la novela Vathek.

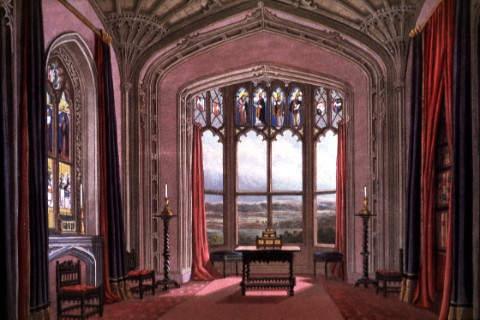
Vista de la galería de Fonthill: una obra coloreada del álbum souvenir encargado por Beckford

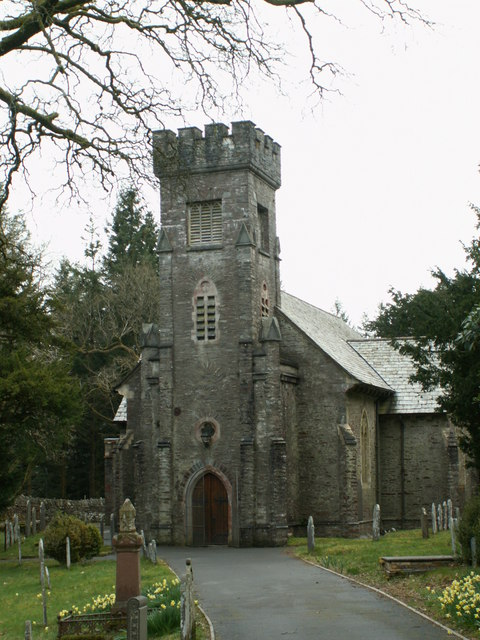
Iglesia de Saint Michael de Hafod, Eglwys Newydd

Mientras tanto, la reputación de Wyatt como rival de Robert Adam había sido eclipsada por su celebridad como arquitecto gótico. Cada arquitecto georgiano era llamado de vez en cuando para producir diseños en el estilo medieval, y Wyatt no fue ni mucho menos el primero en ese campo. Sin embargo, mientras que sus predecesores se habían limitado a goticizar sus alzados mediante la adición de almenas y ventanas ojivales, Wyatt fue más allá y supo aprovechar al máximo de las cualidades pintorescas de la arquitectura medieval con la agrupación irregular y la adición de torres y agujas a sus siluetas. Nunca, en efecto, las posibilidades románticas de la arquitectura gótica han demostrado ser más sorprendentes de lo que Wyatt hizo en la abadía de Fonthill y Ashridge; y aunque crudo en escala y con frecuencia poco académico en el detalle, estas casas fueron algunos de los puntos de referencia del renacer gótico en Inglaterra. En su vida Wyatt disfrutó de la reputación de haber «resucitado en este país las largamente olvidadas bellezas de la arquitectura gótica», pero la verdadera importancia de su obra gótica residía en la manera en que salvó la brecha entre el gótico rococó de mediados del siglo XVIII y el grave medievalismo de principios del siglo XIX.
De sus restauraciones catedralicias, inspiradas como estaban por la idea errónea de que una iglesia medieval debía ser homogénea en el estilo y sin el estorbo de pantallas, monumentos y otras reliquias molestas del pasado, sólo se puede decir que los Capítulos que lo emplearon no eran más ilustrados que su arquitecto, y que en la abadía de Westminster, al menos, llevó a cabo un trabajo urgente de reparación de una manera irreprochable. Sus intervenciones en Salisbury, Durham, Herefordy Lichfield fueron amargamente criticadas por John Carter en su Pursuits of Architectural Innovation [Búsquedas de la innovación arquitectónica], y fue debido a esa denuncia persistente de Carter que, en 1796, Wyatt no pudo asegurarse su elección como miembro de la Society of Antiquaries. En el año siguiente, sin embargo, se le permitió añadir F.S.A. a su nombre por una mayoría de ciento veintitrés votos.
Wyatt fue elegido miembro de la Royal Academy  en 1785, y tomó parte activa en la política de la Academia. En 1803 fue uno de los miembros del Consejo que trató de afirmar su independencia de la Asamblea General de Académicos, y cuando las disensiones resultantes llevaron a West a renunciar a la presidencia en el año siguiente, Wyatt fue el elegido para ocupar su lugar. Pero su elección nunca fue aprobada formalmente por el rey, y al año siguiente, parece haber dado su conformidad para la reanudación de West en el cargo. Wyatt fue uno de los fundadores del Architects' Club  en 1791, y en ocasiones presidió sus reuniones en la taberna de la Thatched House.
EIn 1802 Wyatt construyó una nueva casa para el 7.º conde de Bridgewater en la finca Ashridge en Hertfordshire, que ahora es un edificio listado de grado I. En 1803 Thomas Johnes le contrató para diseñar la iglesia Saint Michel de Hafod, Eglwys Newydd, en Ceredigion, Gales.

## Muerte
Murió el 4 de septiembre de 1813 como resultado de un accidente del carruaje en el que viajaba sobre el Marlborough Downs con su amigo y patrón, Christopher Codrington de Dodington Park. Fue enterrado en la abadía de Westminster; dejó viuda y cuatro hijos, de los cuales el mayor, Benjamin Dean, y el menor, Philip, fueron notables arquitectos. Matthew Cotes (1777–1862), el segundo hijo, se convirtió en un conocido escultor, cuya obra más notable es la estatua de bronce de George III en la calle del Cockspur al lado de Trafalgar Square. Charles, el tercer hijo, estuvo durante un tiempo al servicio de la East India Company en Calcuta, pero volvió a Inglaterra en 1801. No se sabe nada de su carrera posterior.

## Lista de obras arquitectónicas
La lista de obras que sigue se ha obtenido de la obra de Anthony Dale, James Wyatt.

### Edificios públicos
- 1770–1772: The Pantheon,calle Oxford, Londres, demolido 1937
- 1773–1783: Christ Church, Oxford, lados norte y este de Canterbury Quad incluida la puerta
- 1776–1794: Observatorio Radcliffe, Oxford
- 1779–1780: Colegio Brasenose, Oxford, biblioteca redecorada
- 1780: Holywell Music Room, Oxford, interior remodelado
- 1783: The Assembly Rooms, Chichester, Sussex
- 1783: Worcester College, Oxford, interiores de la Capilla y el Hall, la Capilla fue redecorada por William Burges
- 1783–1807: Royal Arsenal, Woolwich, varios edificios para el Board of Ordnance,
- 1788–1791: Oriel College, Oxford, biblioteca y modificaciones de las salas de Provost
- 1783–1813: Casa Consistorial de Liverpool, interiores
- 1789–1794: New College, Oxford, modificaciones en el Hall, Capilla y biblioteca
- 1790-1794: Merton College, Oxford, reconstruido Hall, reconstruido de nuevo por sir George Gilbert Scott 1872-1874
- 1791: Lincoln's Inn, Londres, repairs to the chapel roof
- 1792: Balliol College, Oxford, reconstruido Hall and redecorado de la biblioteca
- 1792–1795: Magdalen College, Oxford, modificaciones en el Hall & Capilla
- 1796–1805: Real Academia Militar de Woolwich
- 1796–1797: Barracones de la Artillería Real, Woolwich
- 1800–1813: Palacio de Westminster, restauración de House of Lords, incendiado en 1834
- 1801: Casa Consistorial, Ripon, Yorkshire
- 1803–1804: The King's Bench Prison, Londres, restauración y modificaciones, demolido
- 1803–1805: The Marshalsea Prison, Londres, restauración y modificaciones, demolido
- 1804–1806: Fenham Barracks, Newcastle upon Tyne[5]
- 1806: The Naval Arsenal, Great Yarmouth, Norfolk, demolido 1829
- 1806: The Armoury, Shrewsbury
- 1807-1812: The Royal Military College, Sandhurst, Berkshire,  ejecutada por John Sanders quien modificó el diseño, most notably using Greek Doric for the portico
- 1808: Casa Dorset, Whitehall, Londres, adaptaciones como oficinas gubernamentales, demolido
- 1814: The Market Cross, Devizes, Wiltshire

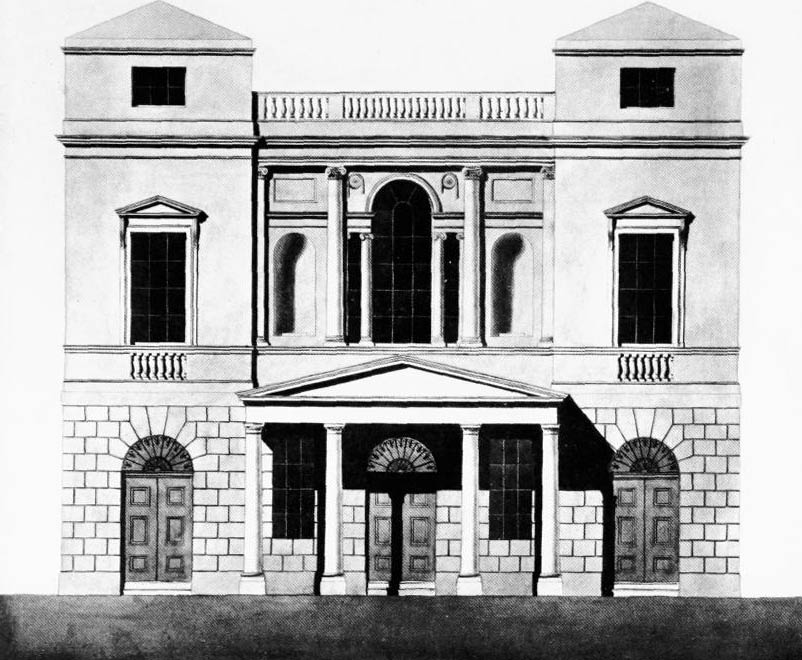
Fachada del Pantheon de la calle Oxford
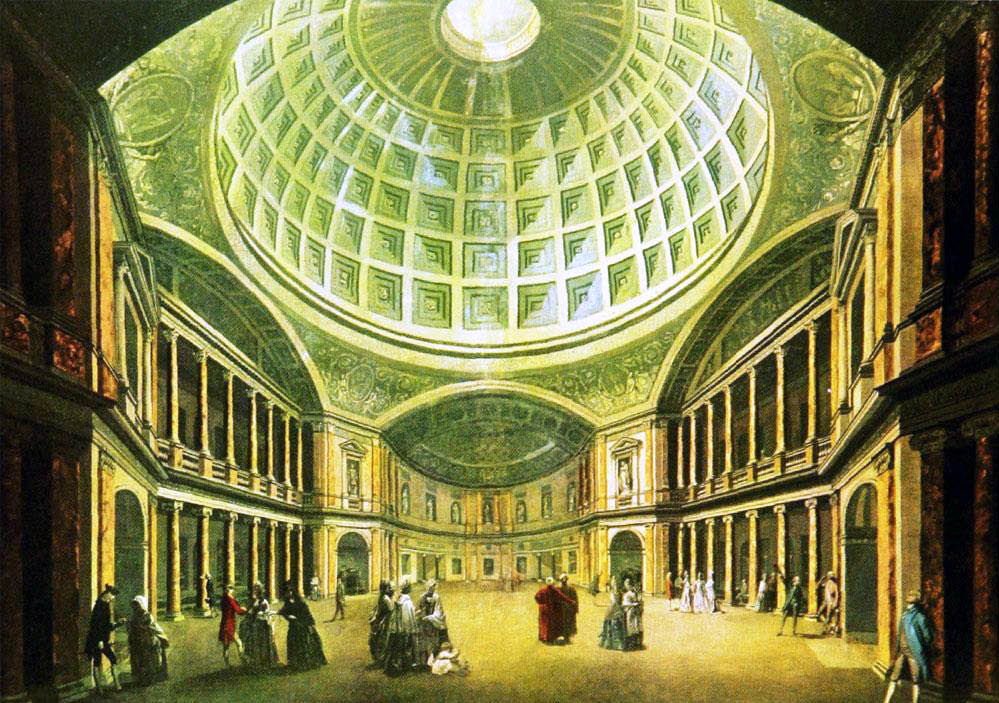
Pantheon calle Oxford
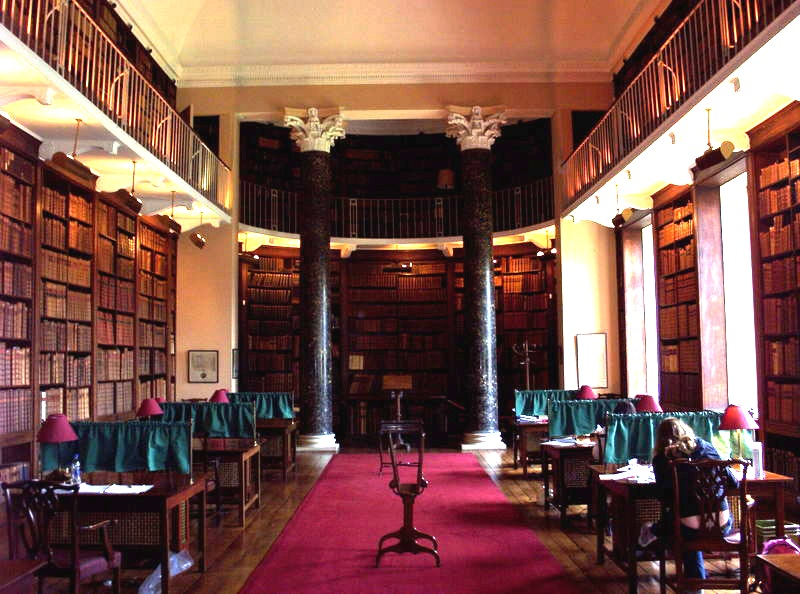
Biblioteca del Oriel College, Oxford
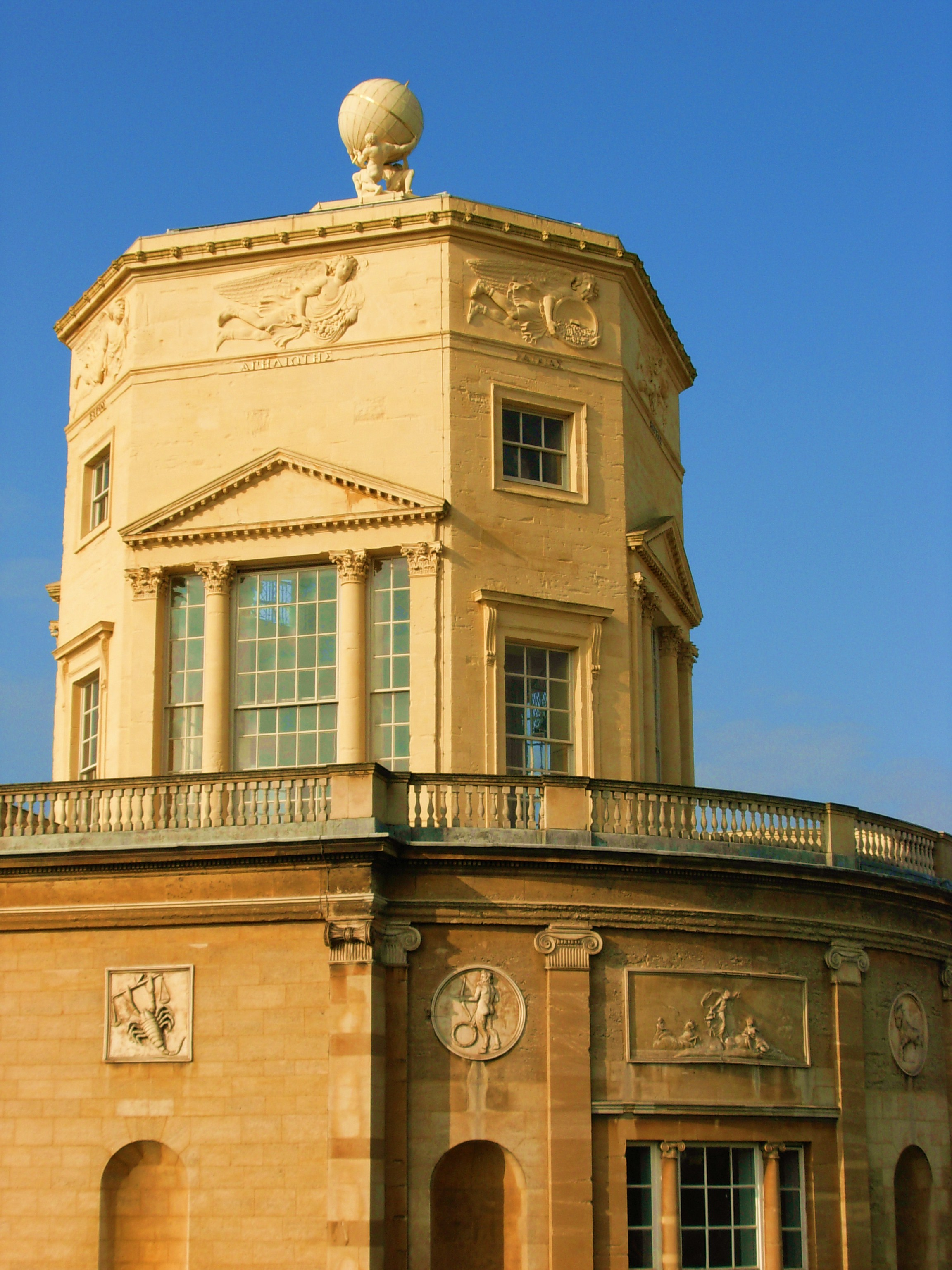
Antiguo Observatorio Radcliffe, Oxford
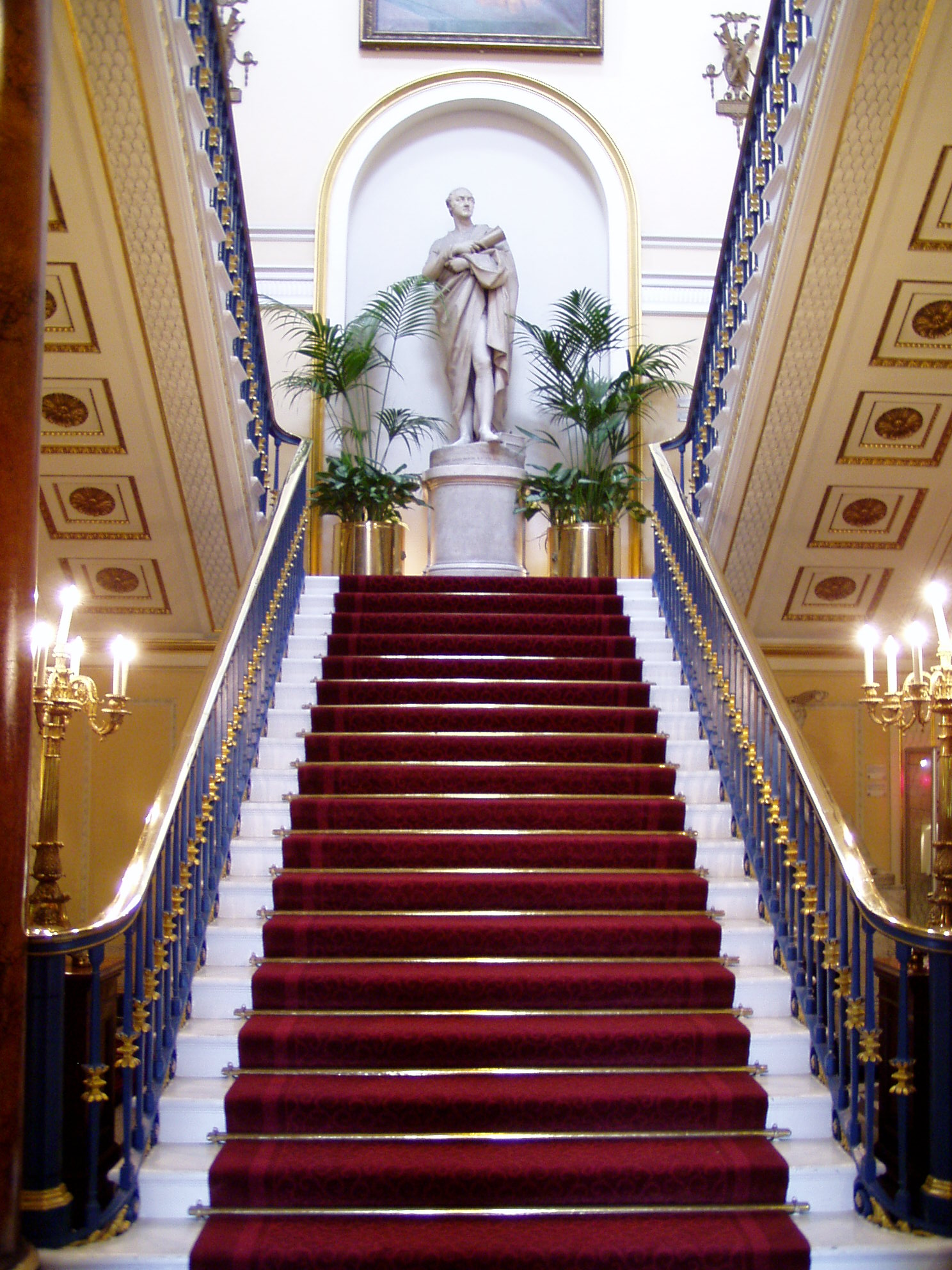
Escalinata, casa consistorial de Liverpool
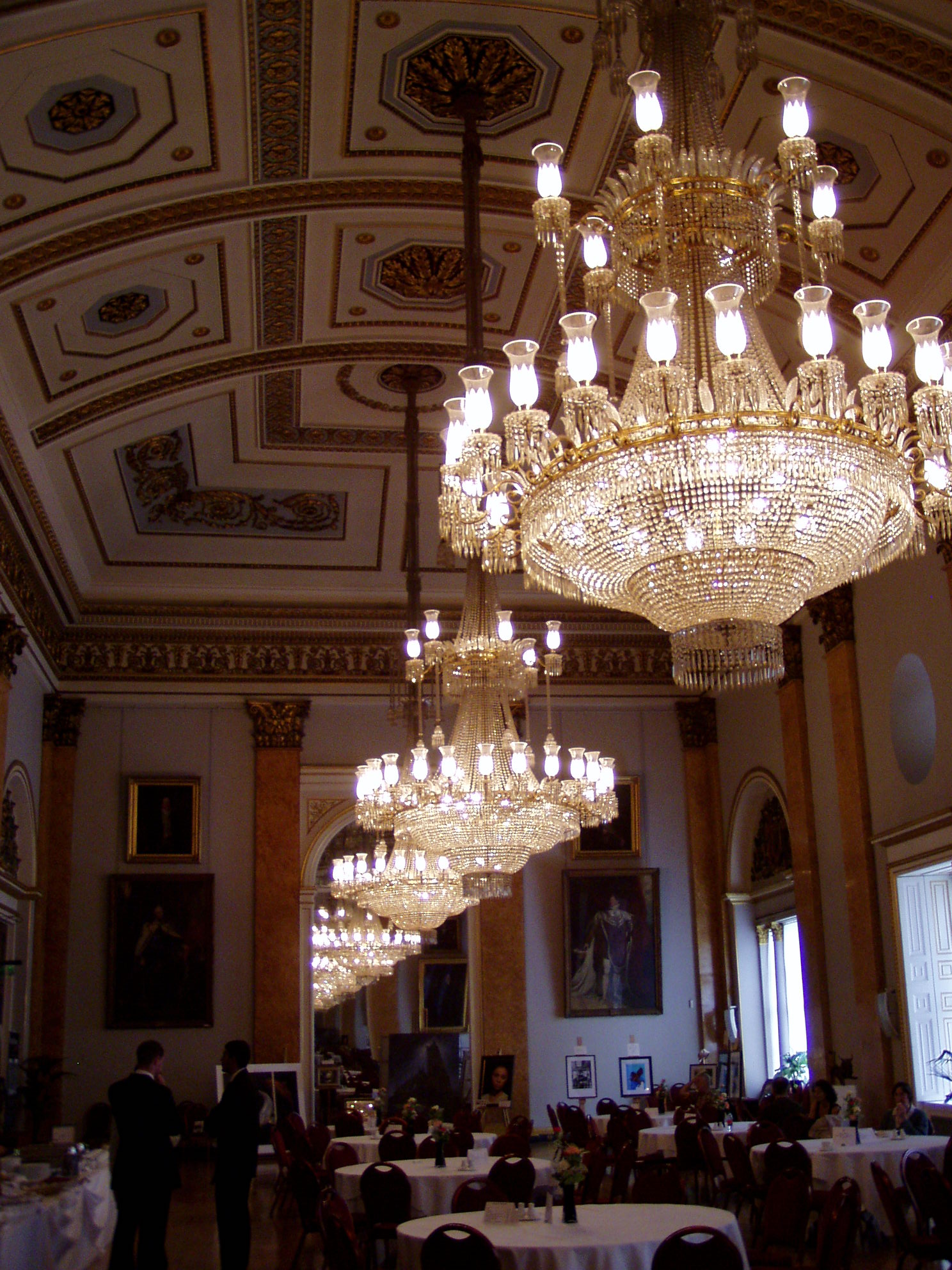
Large Ballroom, casa consistorial Liverpool
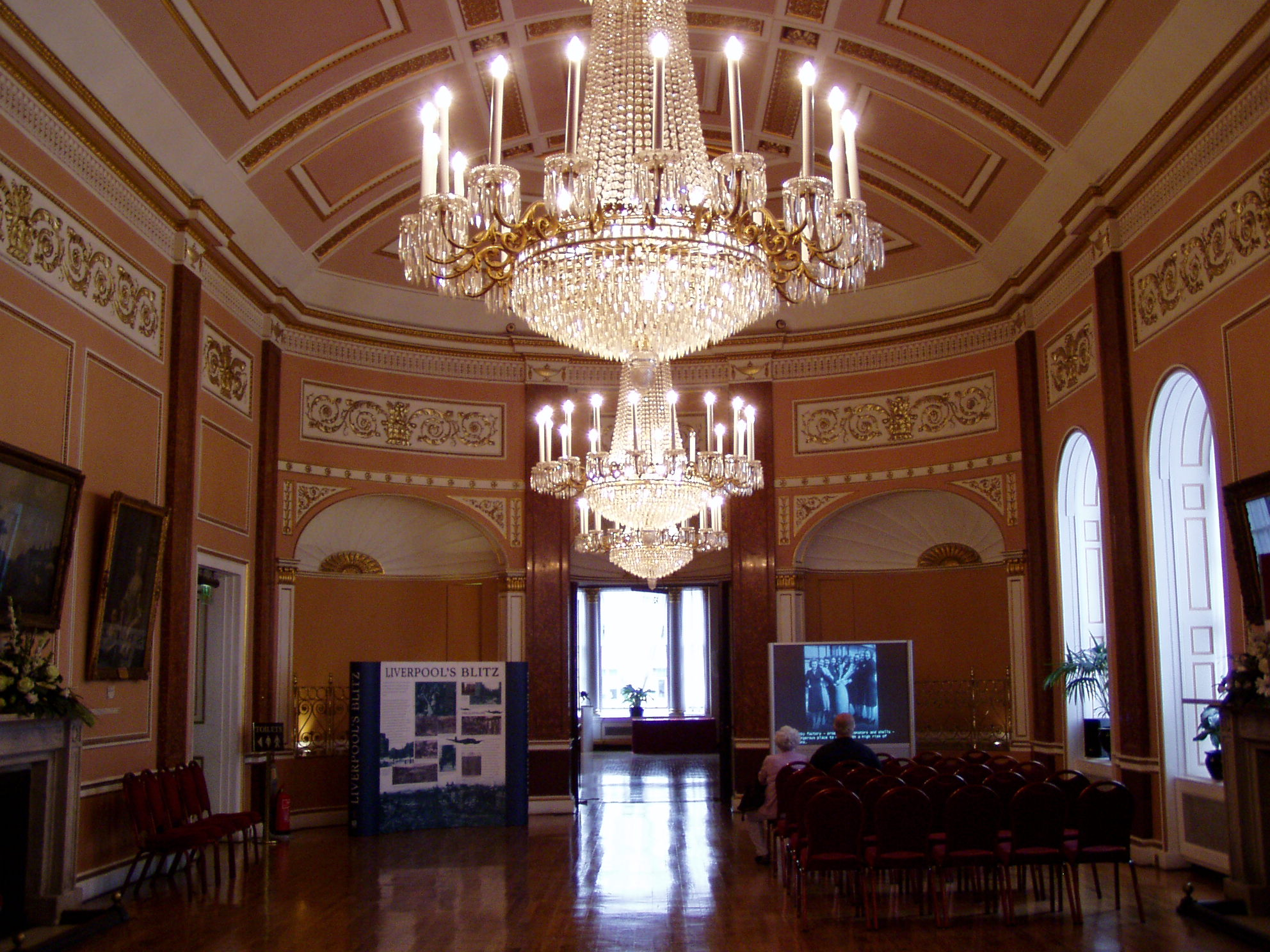
Small Ballroom, casa consistorial Liverpool
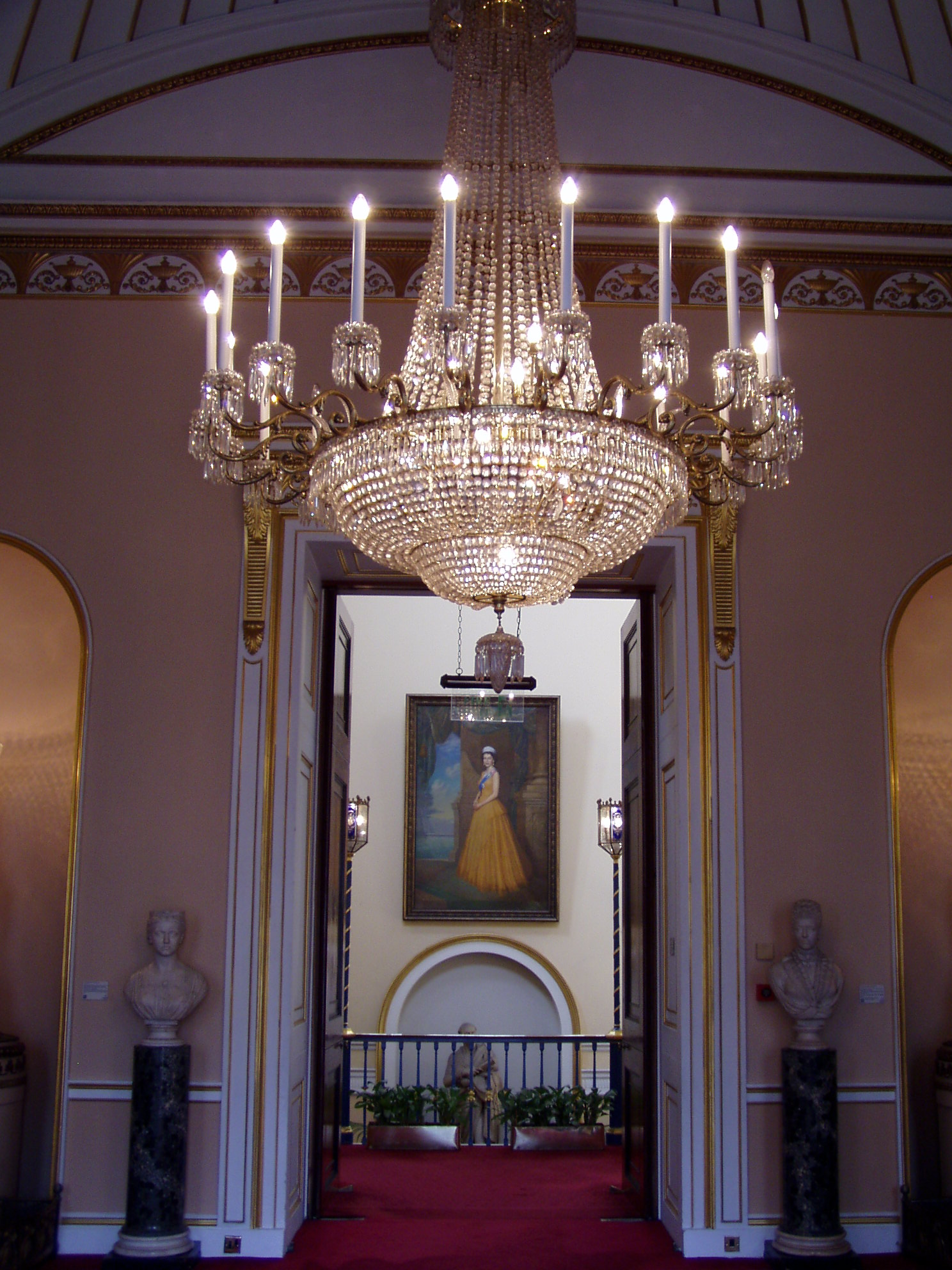
Sala de Recepción Central, casa consistorial Liverpool
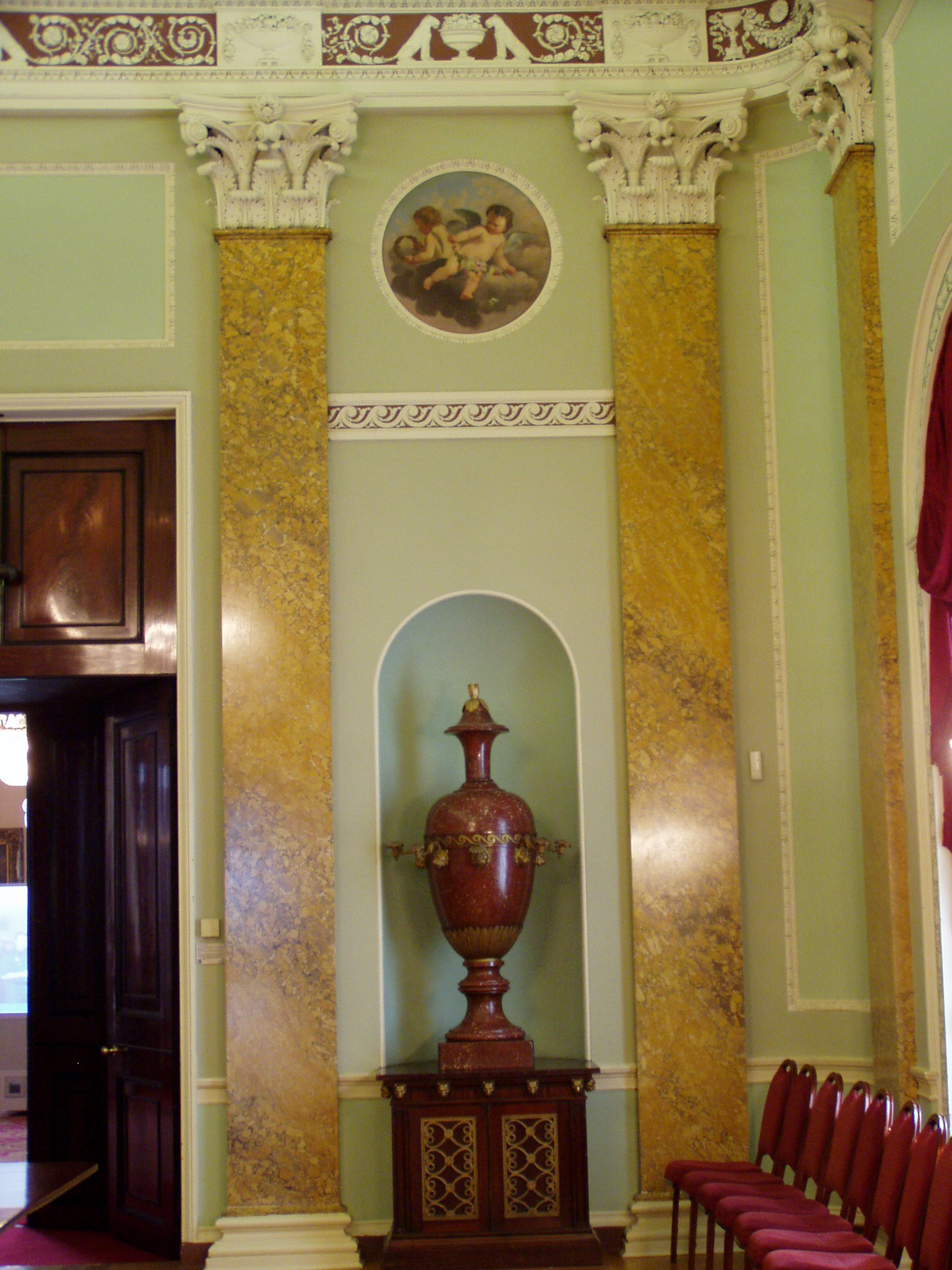
Detail, Dining Room, casa consistorial Liverpool
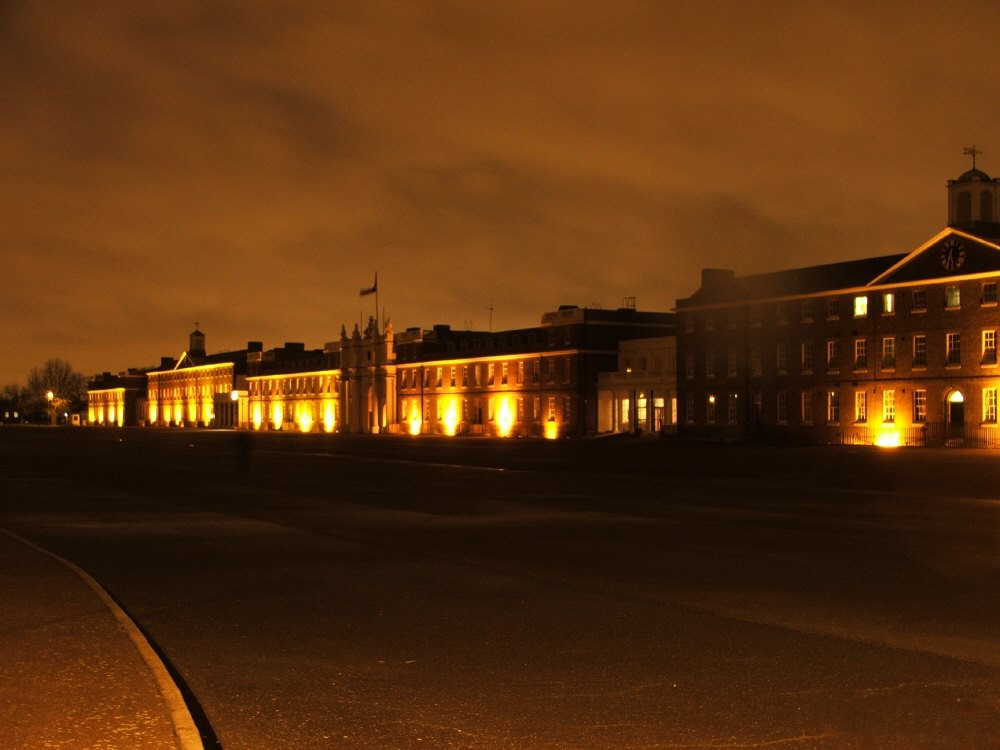
the Royal Artillery Barracks, Woolwich
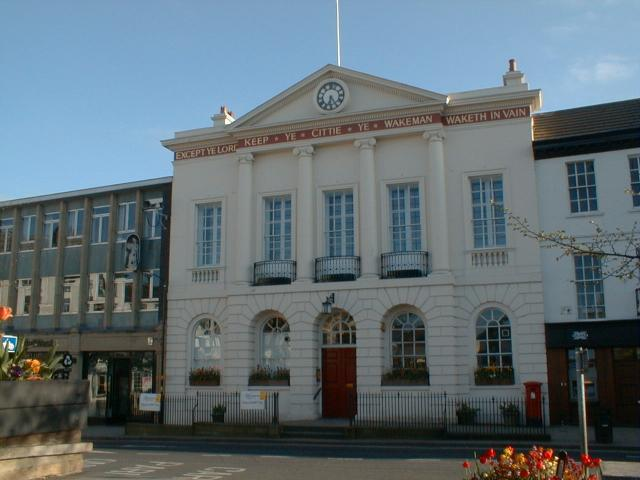
Casa consistorial de Ripon
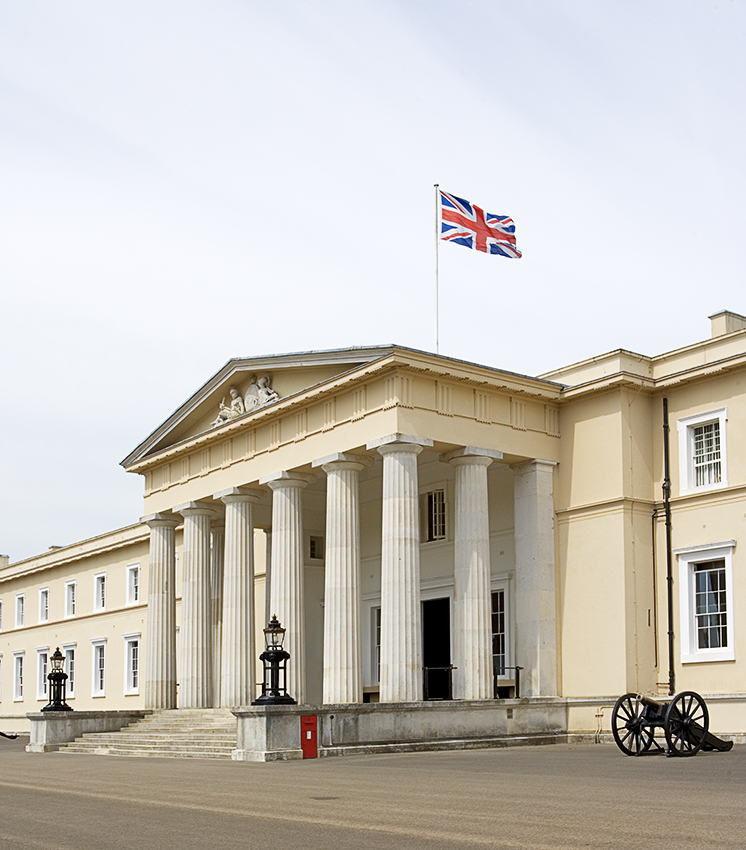
The Royal Military Academy Sandhurst
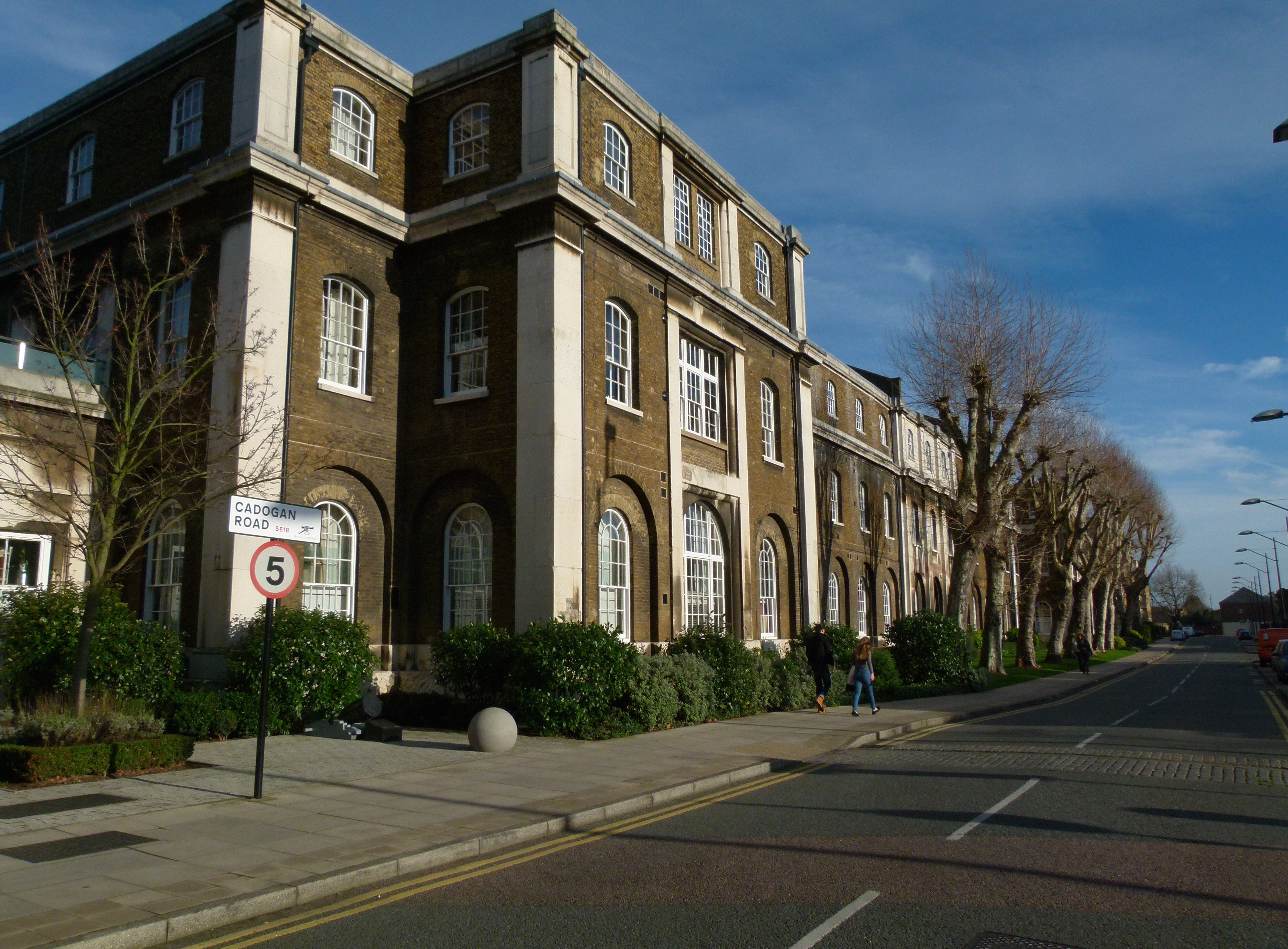
The Grand Store, Royal Arsenal, Woolwich
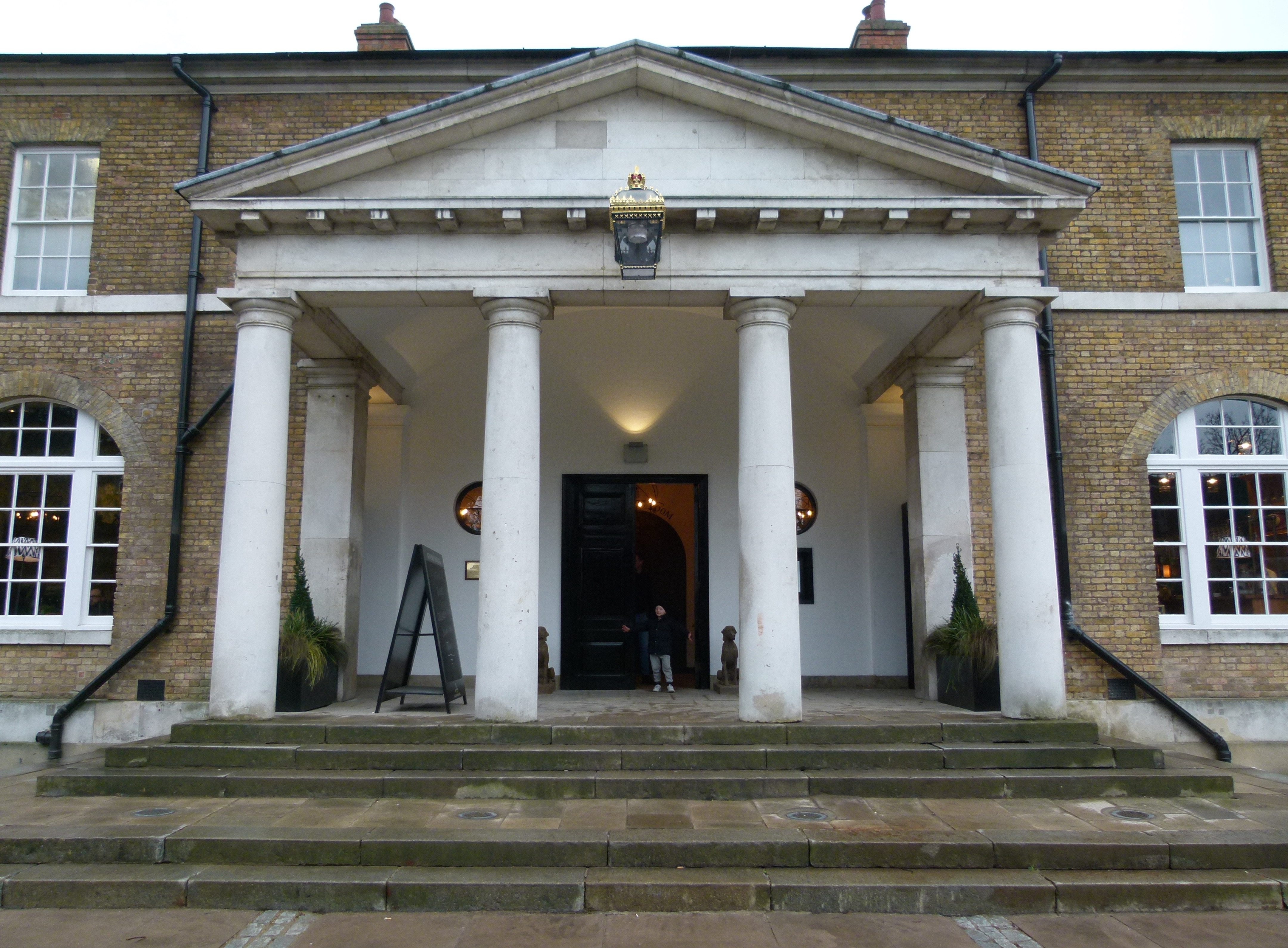
Main Guardhouses, Royal Arsenal, Woolwich

### Iglesias
- 1774–1786: Iglesia de St. James, en la planeada comunidad de Milton Abbas, Dorset
- 1787-1790: Capilla de San Jorge (Castillo de Windsor), modificaciones
- 1787-1793: Catedral de Salisbury, obras de restauración
- 1788-17 94: Iglesia St. Peter, Manchester, demolido
- 1788-1795: Catedral de Lichfield, restauración
- 1788-1797: Catedral de Hereford, restauración
- 1789-1791: Abadía de Milton, Dorset, restauración de la iglesia abacial
- 1789-1813: Iglesia East Grinstead, Sussex
- 1795-1796: Catedral de Durham, obras de restauración
- 1802 : Iglesia de St. Kea, Cornualles demolido 1895
- 1803: Abadía de Westminster, Londres, obras de restauración
- 1803: Iglesia de Hafod, Caernarvonshire, incendiado en 1931
- 1803: Iglesia de Weeford, Staffordshire
- 1807-1813: Henry VII Lady Chapel, abadía de Westminster,  restauración
- 1808-1813: Iglesia de Hanworth, Middlesex, reconstruido 1865

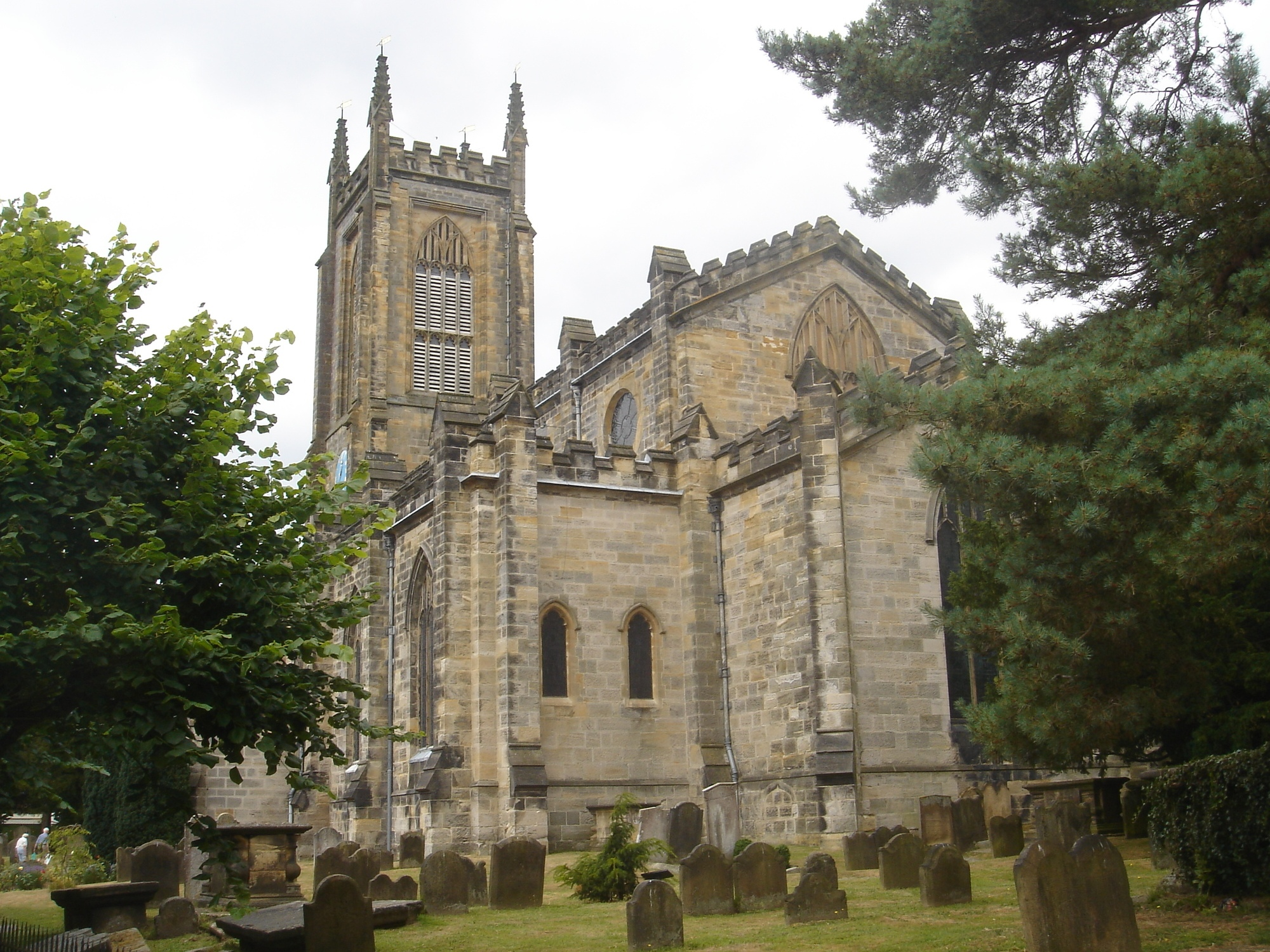
St. Mary's Weeford

### Casas en Londres
- 1774: 11-15 de la plaza Portman, Londres
- 1778-1779: Casa, Grosvenor Square Londres
- 1779: calle Conduit nº9, Londres
- 1782: Richmond House, Londres, addition of two rooms and staircase, incendiado 1791
- 1783: 1 Foley Place, Londres, hogar de James Wyatt, demolido 1925
- 1791-1794: Lichfield House, 15 St. James Square, Londres, modificaciones to the drawing room
- 1793: Montague House, 22 Portman Square, Londres, ampliacioness, bombardeado en el Blitz de 1940
- Queen's House (Buckingham Palace), Londres, modificaciones, reconstruido por John Nash 1825-1830
- 1803: 22 St. James Square, Londres
- 1802-1811: Palacio de Kew, Londres, reparaciones
- 1802-1811: Nuevo Palacio de Kew, Londres, nunca completado owing to George III's insanity, demolido 1827-1828
- 1811-1812: Casa Devonshire, Londres, la escalinata de cristal, demolida 1924
- 1812: Casa Carlton, Londres, reacondicionamiento de la biioteca, demolida

### Nuevas casas de campo
- 1768–1773: Gaddesden Place, Hertfordshire
- 1772: Heaton Hall, Lancashire
- 1776: Sheffield Park, Sussex
- ca. 1800: Farnham House, Cavan, c.1777, ampliada por Francis Johnston
- 1777: Grove House, Roehampton
- 1778 : Casa Bryanston, Dorset, reconstruida por Richard Norman Shaw en 1890
- 1778-1780: Hothfield Place, Kent, demolido 1954
- 1779-1783: Badger Hall, Shropshire demolido 1952
- 1780: Casa Roundway, Wiltshire
- 1781-1782: Fornham Hall, Suffolk,  demolido 1951
- 1782–1790: Lee Priory, Kent, demolido en 1954, una sala se conserva en el V&A Museum
- 1783: New Park, Devizes, Wiltshire
- 1784: Sudbourne Hall, Suffolk, más tarde ampliado y remodelado
- 1785: Sunningdale Park, Berkshire, reconstruido
- 1785-1788: Casa Wynnstay, Denbighshire,  reconstruido en el siglo XIX
- 1786-1791: Stanstead Park, Sussex,  reconstruido en 1900
- 1788: Sufton Court, Herefordshire
- 1788: Ammerdown House, Kilmersdon, Somerset
- ca. 1790: Casa Gresford, Denbighshire
- 1790-1795:Hartham Park, Wiltshire
- 1790-1798: Castillo de Coole, Condado de Fermanagh
- 1792: Frogmore House, Berkshire
- 1792-1795: Sundridge Park, Kent, acabado por John Nash
- 1793-1797: Henham Hall, Suffolk,  demolido 1953
- 1795: Purley Park, Berkshire
- 1796: Bowden House, Wiltshire,
- 1796-1813: Abadía de Fonthill, Wiltshire
- 1797: Trentham Hall, Staffordshire, remodelado por sir Charles Barry, demolido ca. 1909
- 1797–1802: Stoke Poges Park, Buckinghamshire
- ca. 1798: Abadía de Wycombe, Buckinghamshire
- 1798-1808: Dodington Park, Gloucestershire
- 1799: Castillo de Norris, Isla de Wight
- 1800: Castillo Pennsylvania, Dorset
- 1800: Cranbourne Lodge, Windsor Great Park,  demolido 1830
- 1801: Nacton House, Suffolk,
- 1801–1813: Belvoir Castle, Leicestershire, obra continuada por el Rev. T. Thornton después de la muerte de Wyatt
- 1804: West Dean Park, Sussex,  ampliado en 1893
- 1808–13: Ashridge, Hertfordshire, completado por su sobrino sir Jeffry Wyatville después de la muerte de Wyatt
- 1810: Casa en Streatham Surrey
- 1812: Castillo Elvaston, Derbyshire

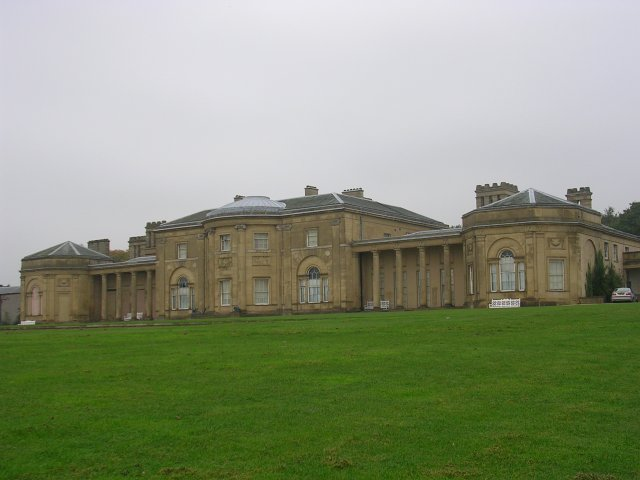
Bath Lodge, Dodington Park
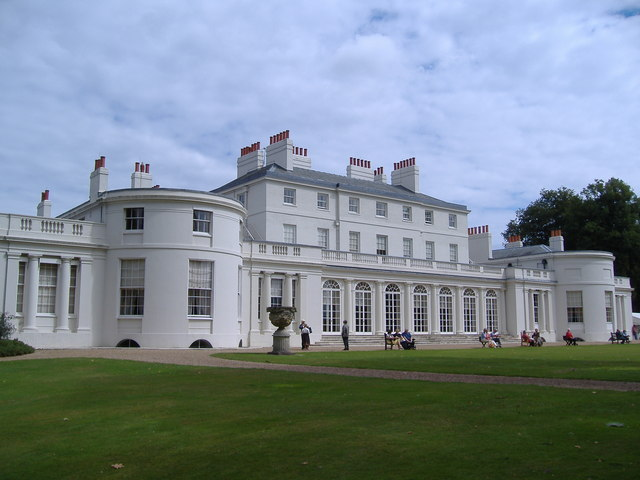
Frogmore House
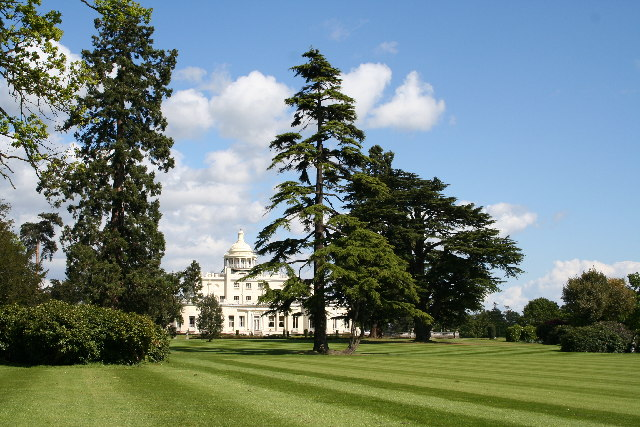
Stoke Poges Park
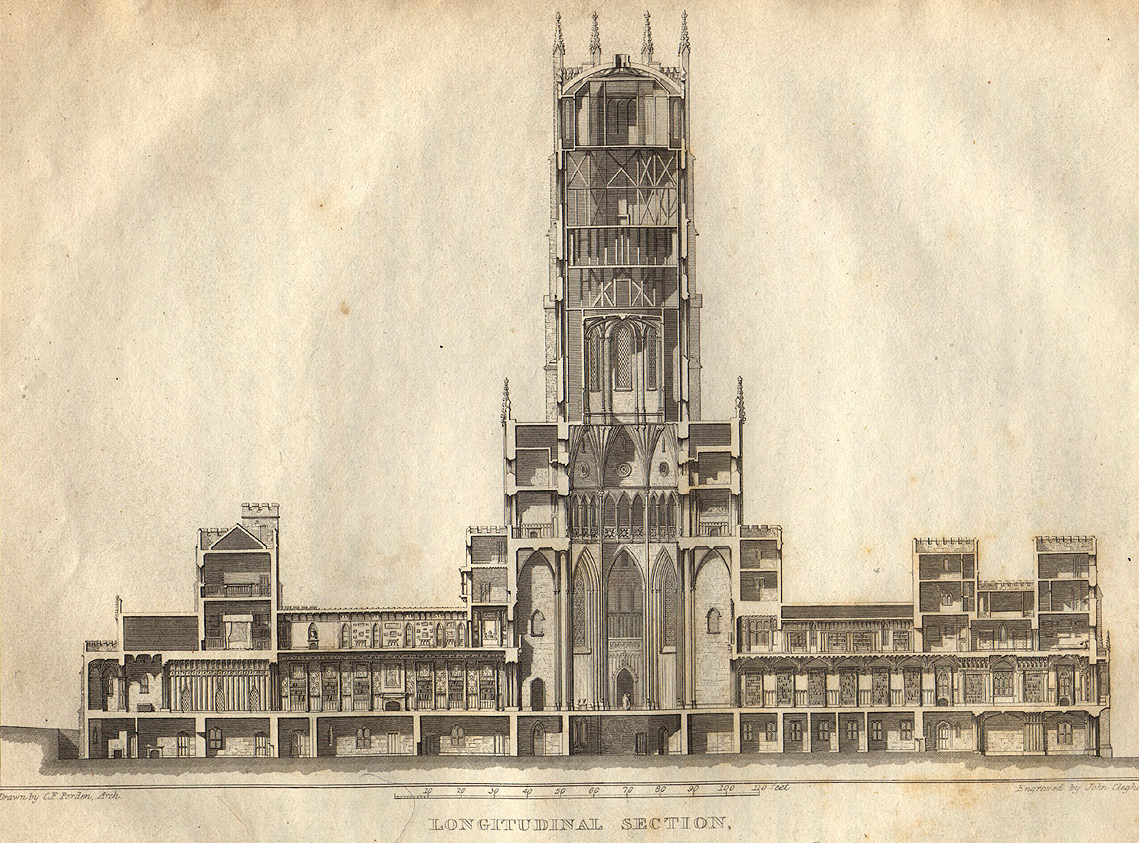
Cross Section, abadía de Fonthill
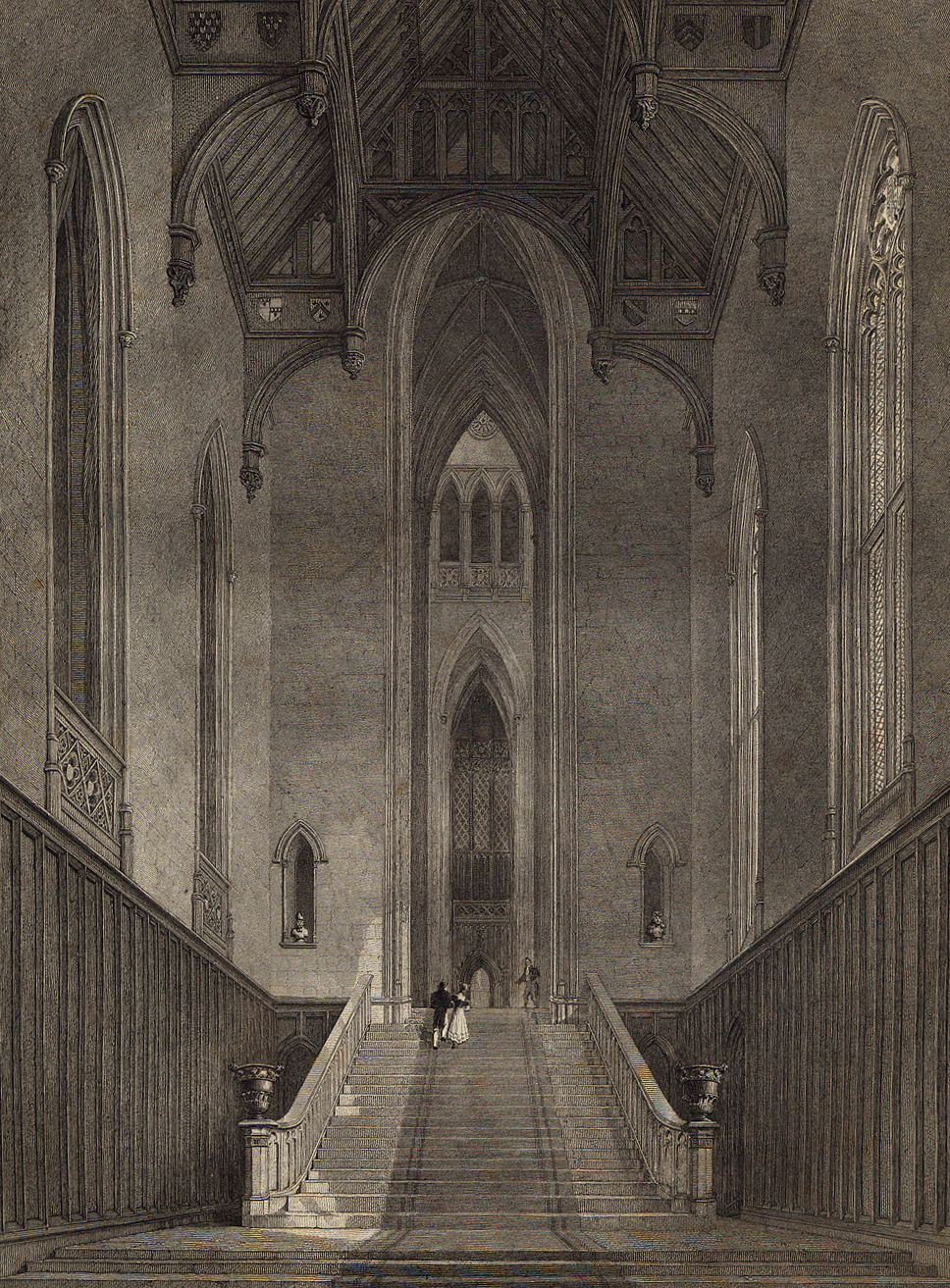
Hall, abadía de Fonthill
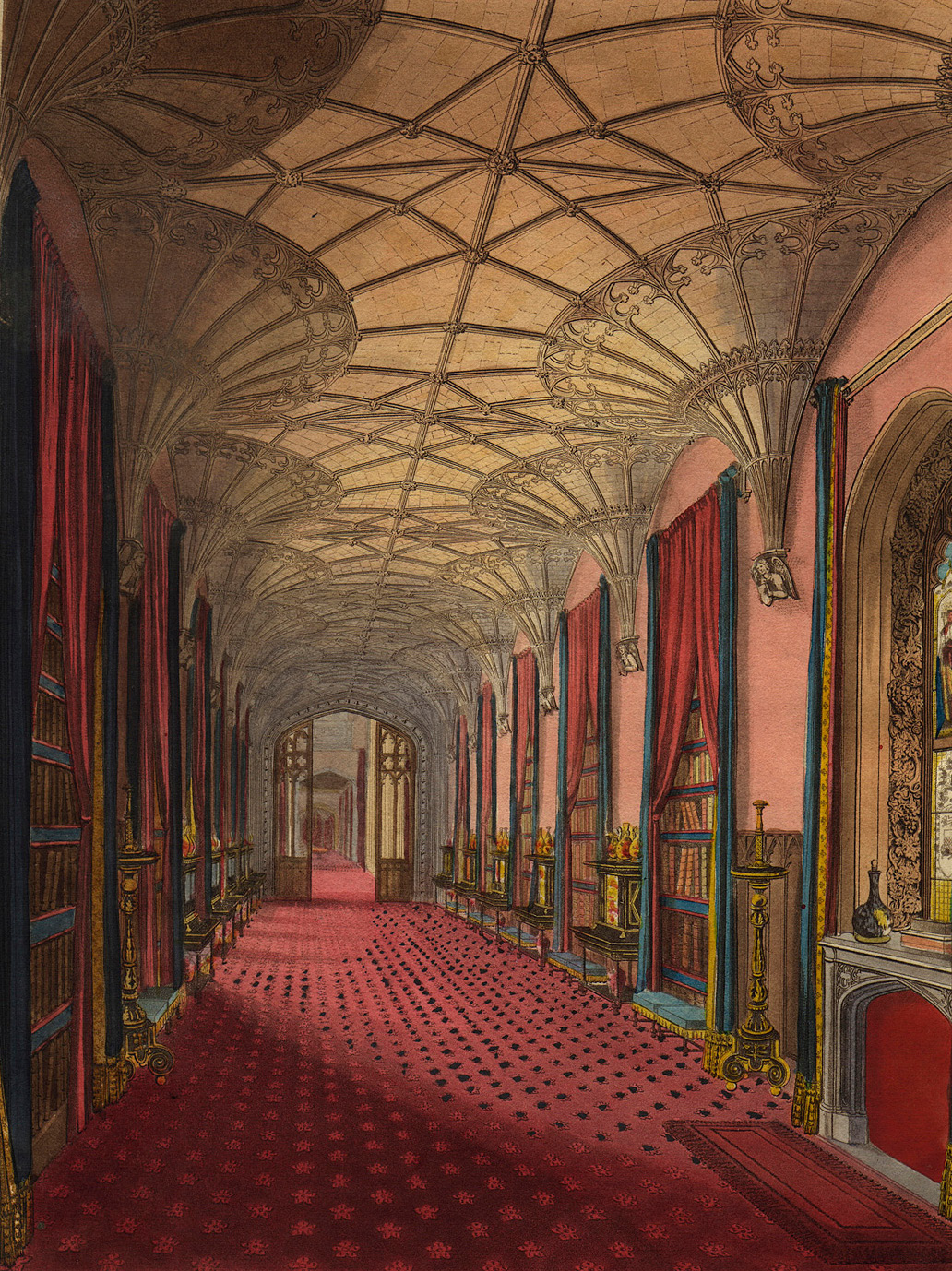
Galería S. Michael, abadía de Fonthill
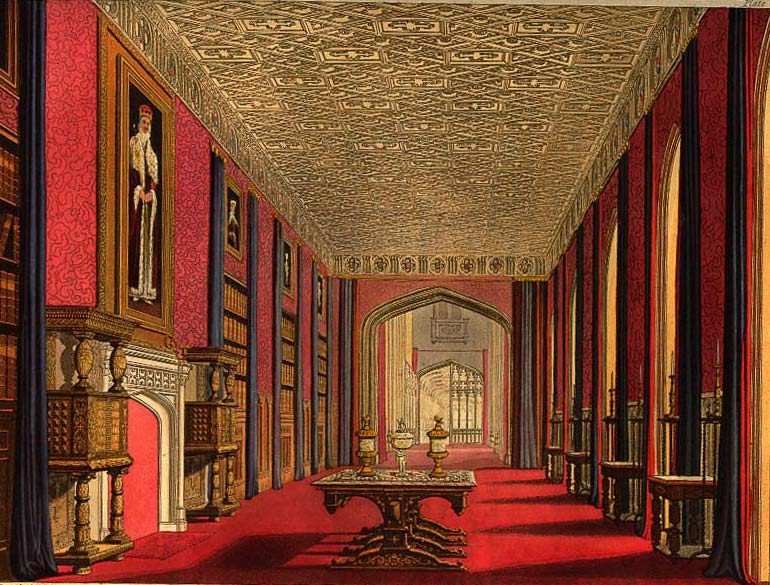
Galería Rey Eduardo, abadía de Fonthill
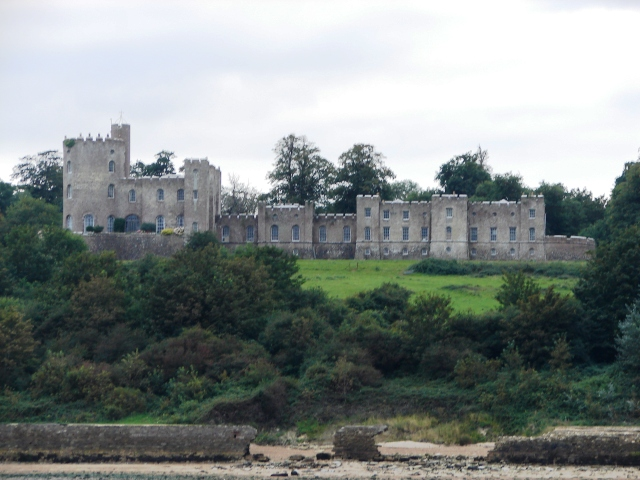
Castillo Norris, Isla de Wight
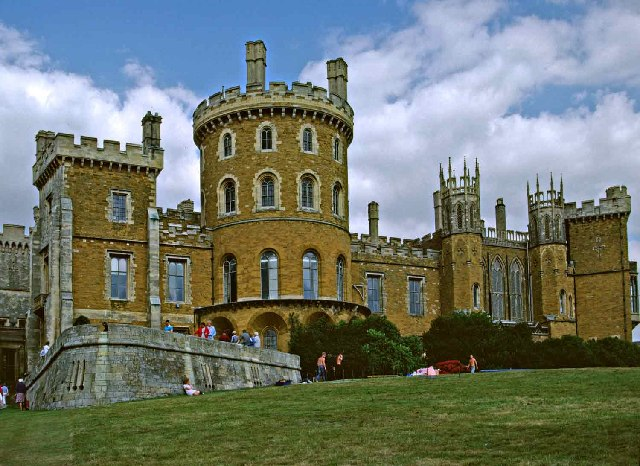
Castillo Belvoir, south front
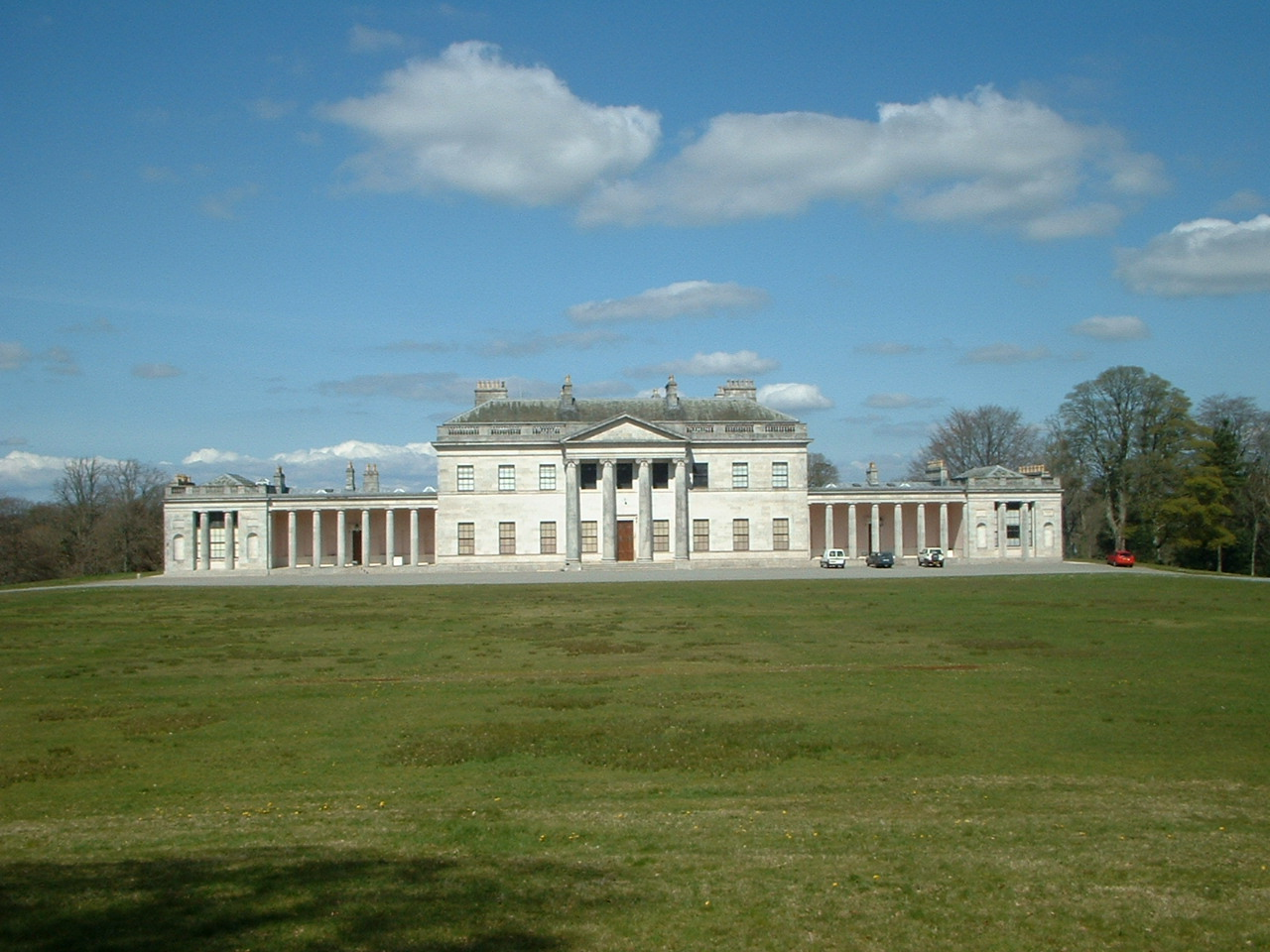
Castillo Coole, Enniskillen
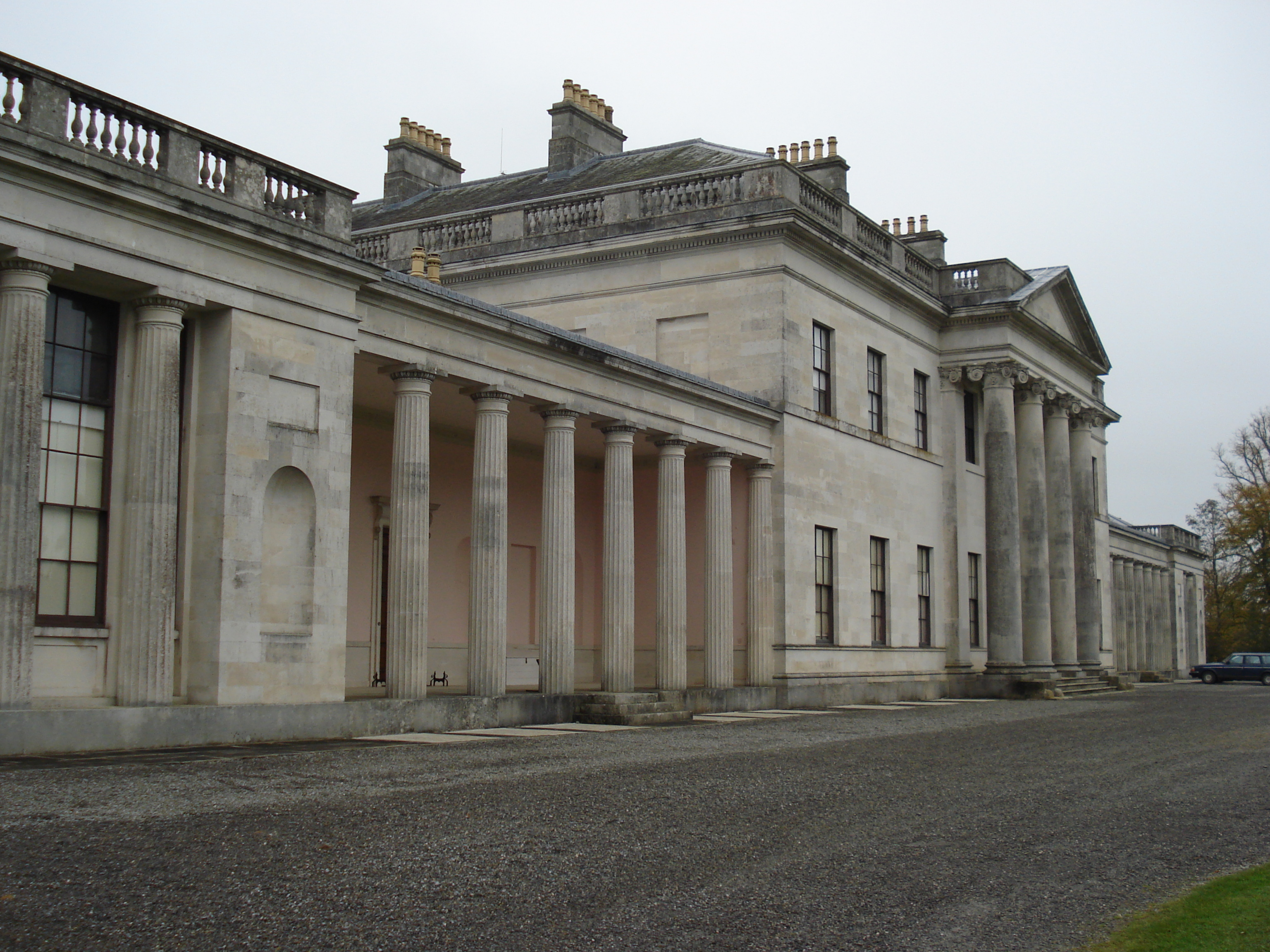
Castillo Coole, Enniskillen
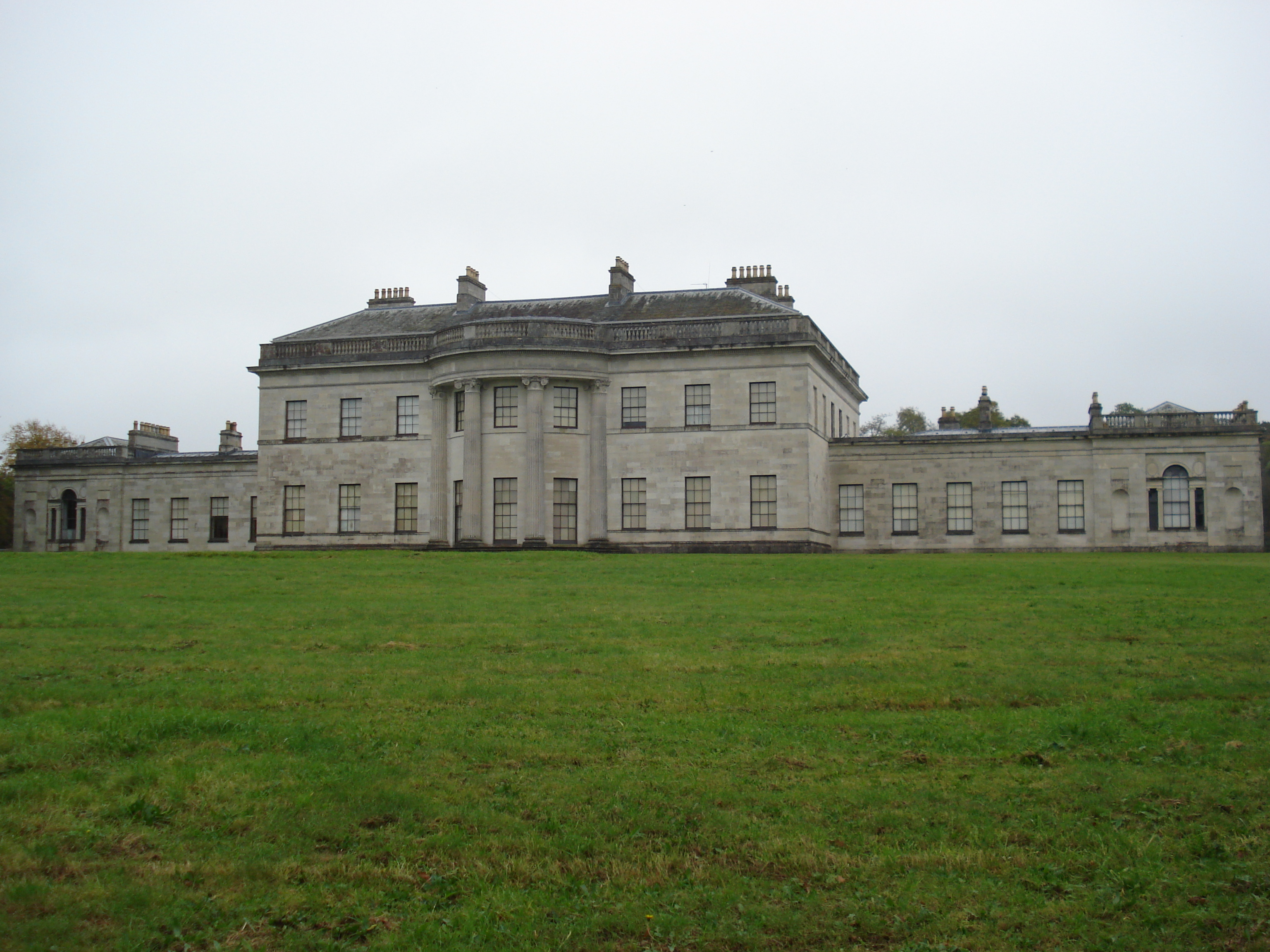
Castillo Coole, Enniskillen
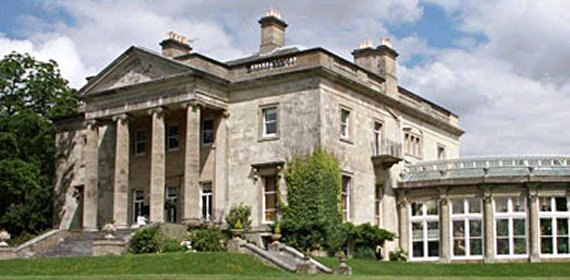
Gaddesden Place
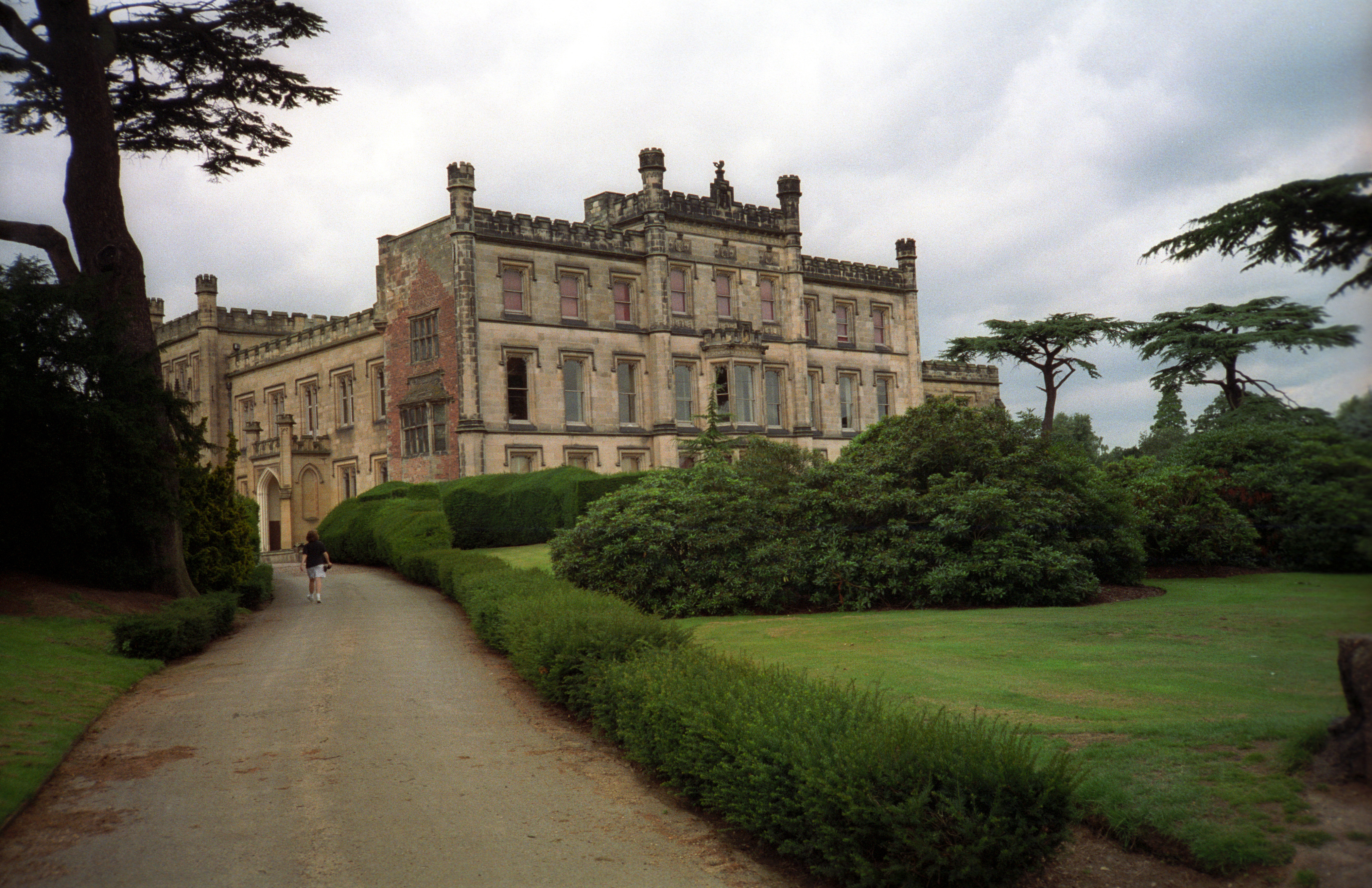
Castillo Elvaston
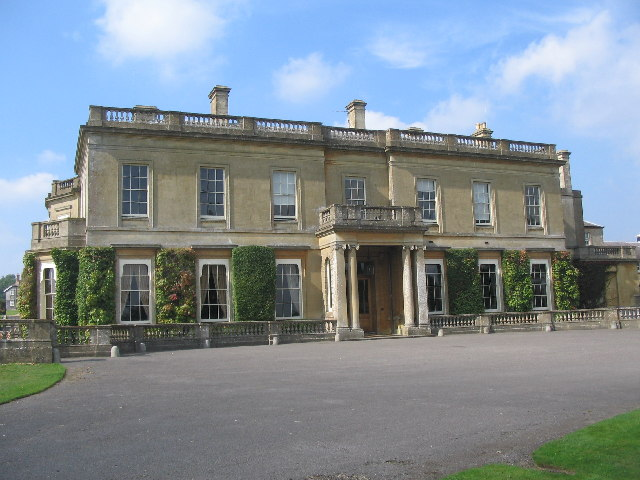
Hartham Park
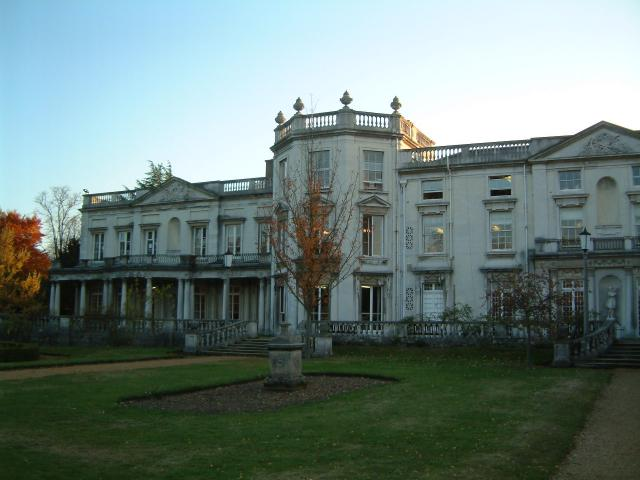
Casa Grove, Roehampton
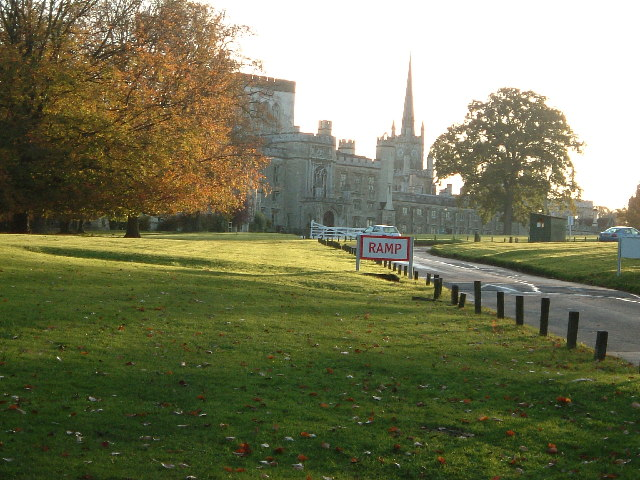
Fachada de entrada, Ashridge
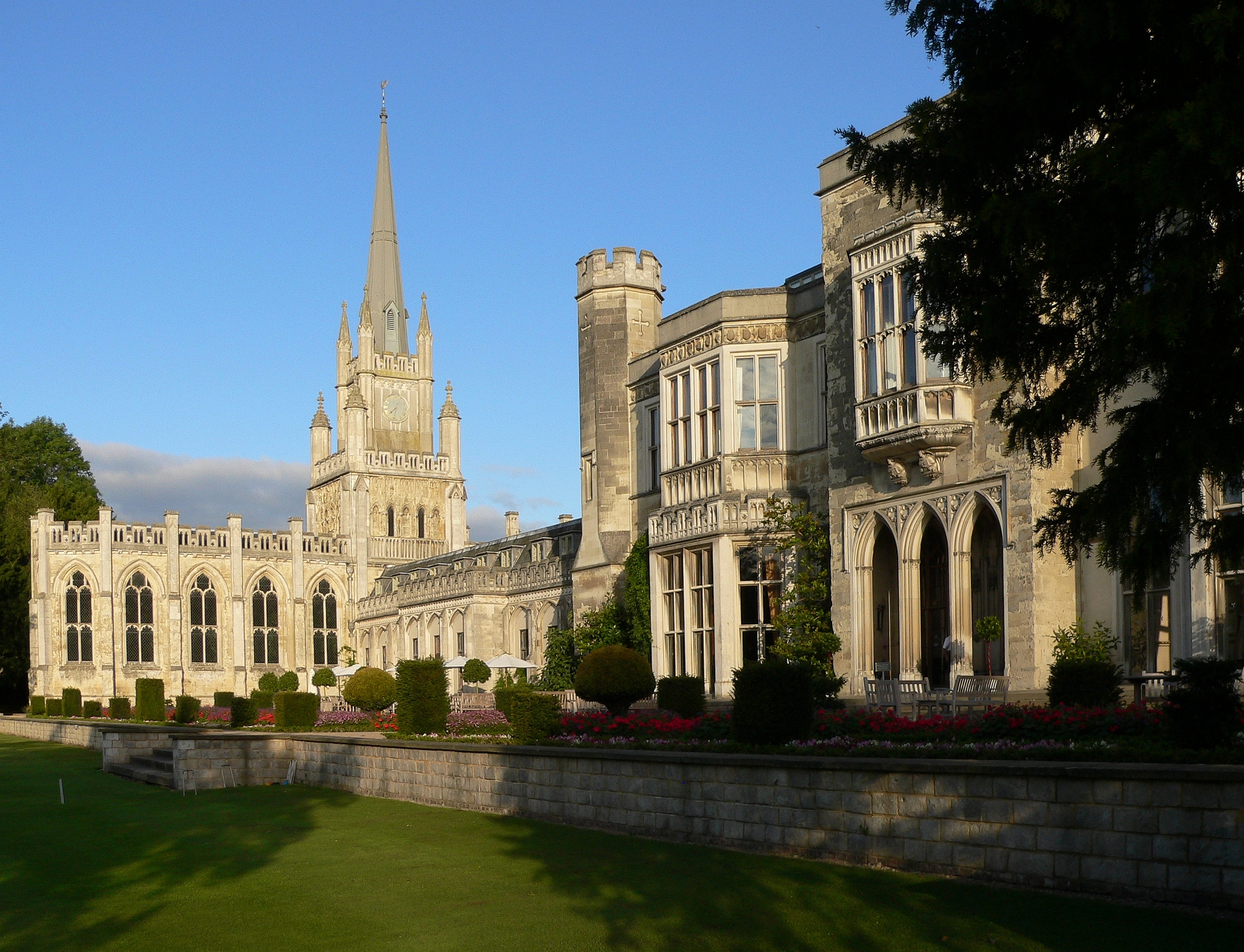
Fachada al jardín, Ashridge
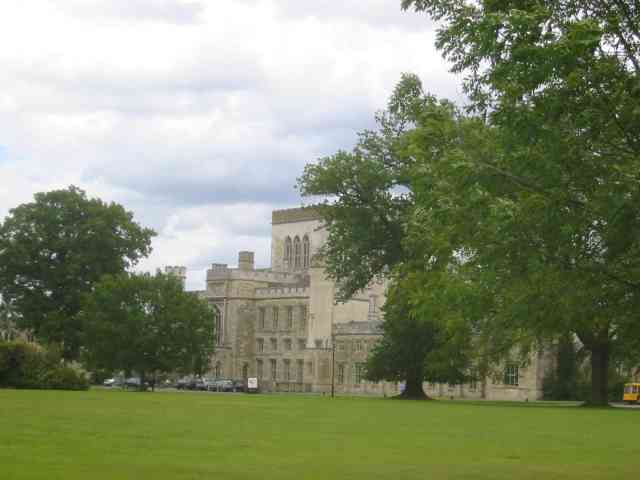
Casa Ashridge

## Notas

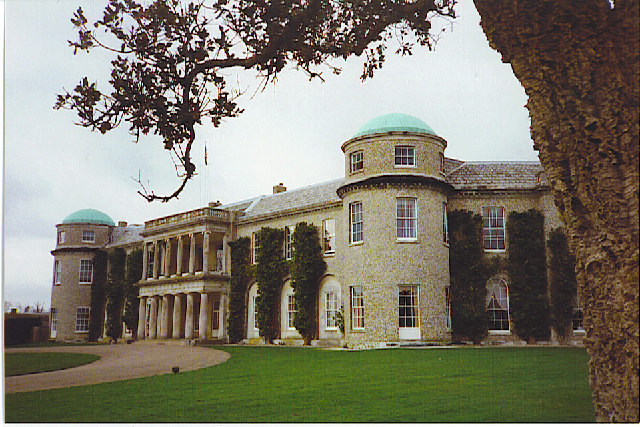
Casa Goodwood
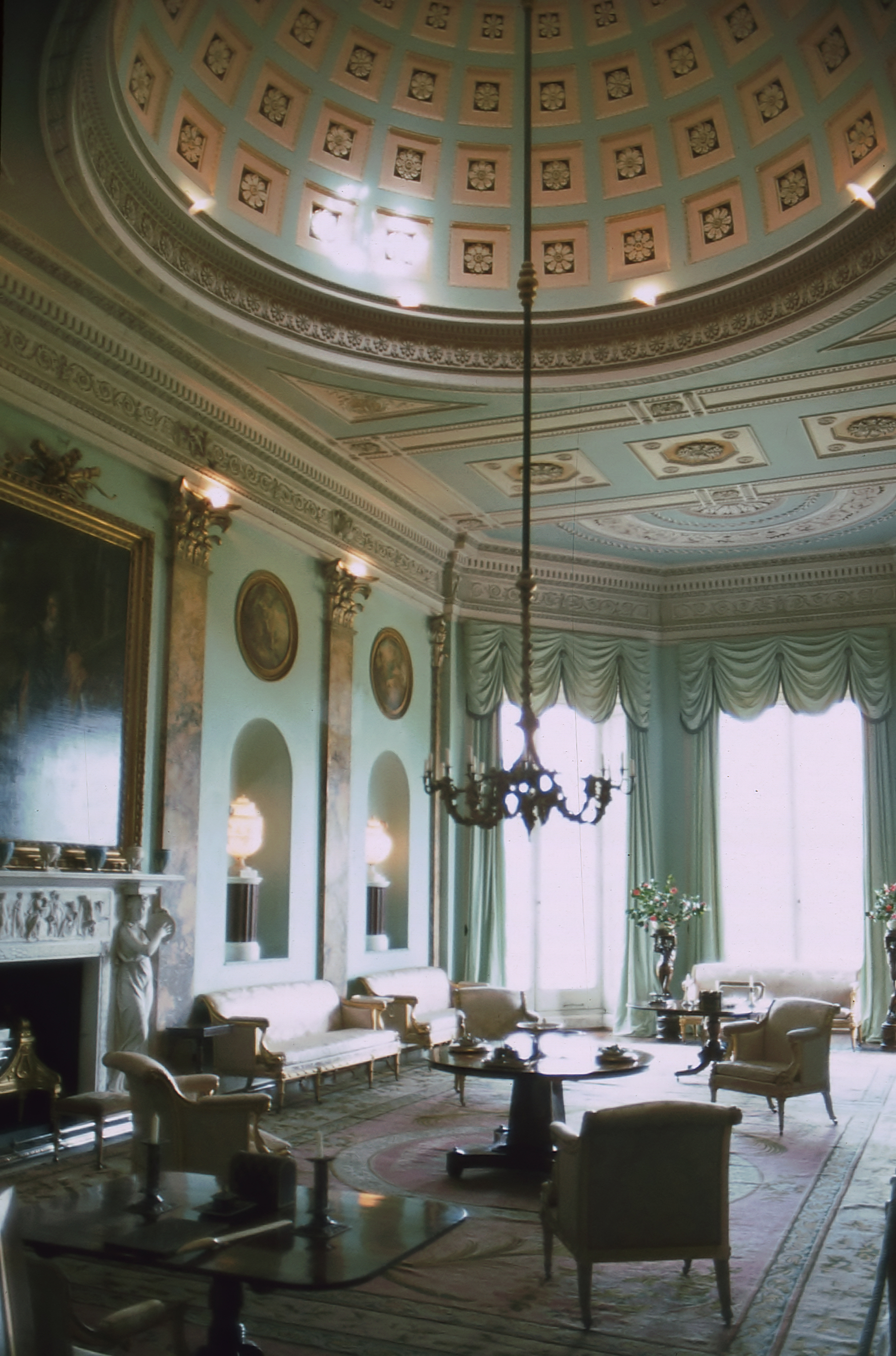
Castillo Powderham, sala de música
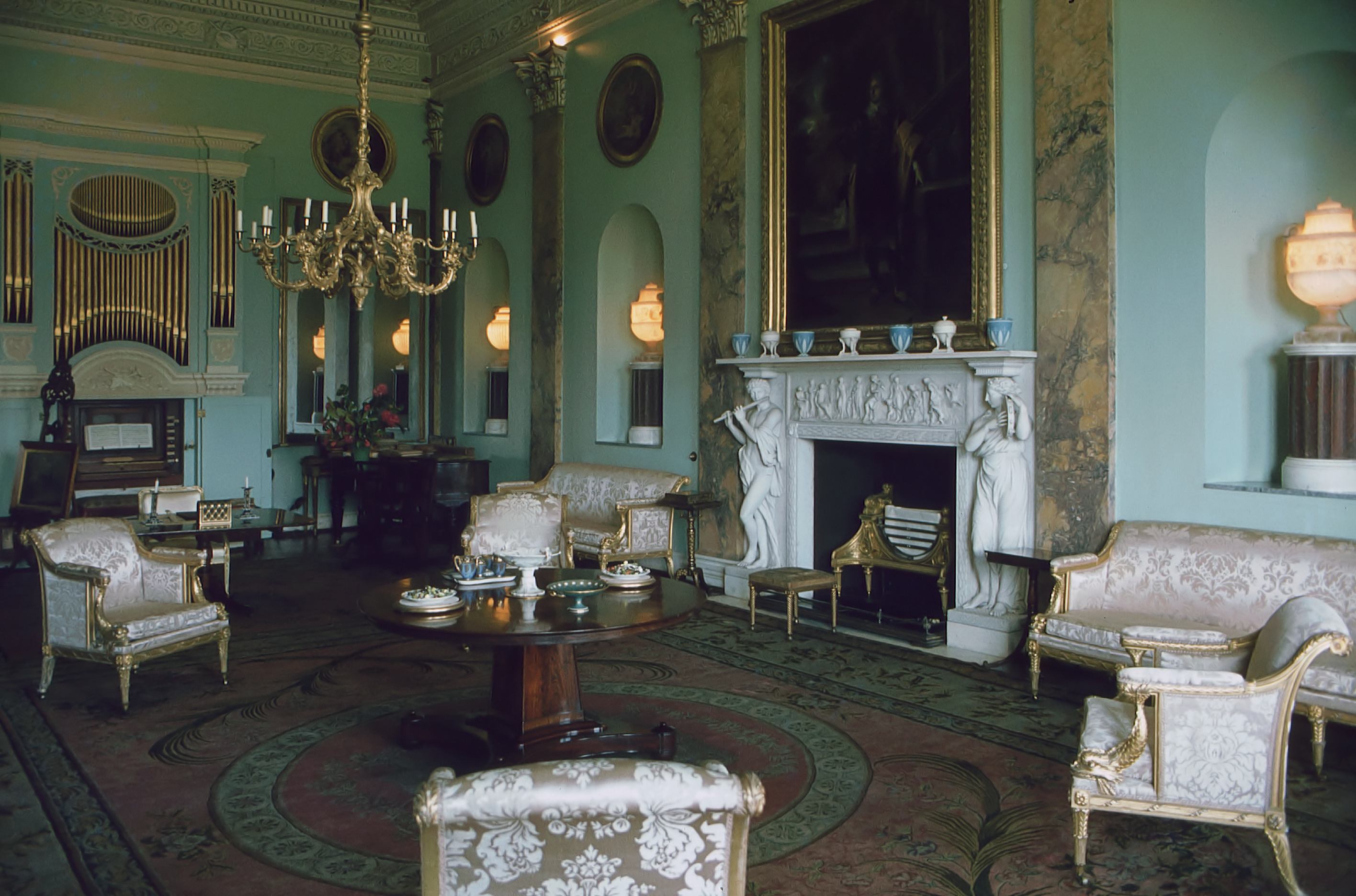
Castillo Powderham, sala de música
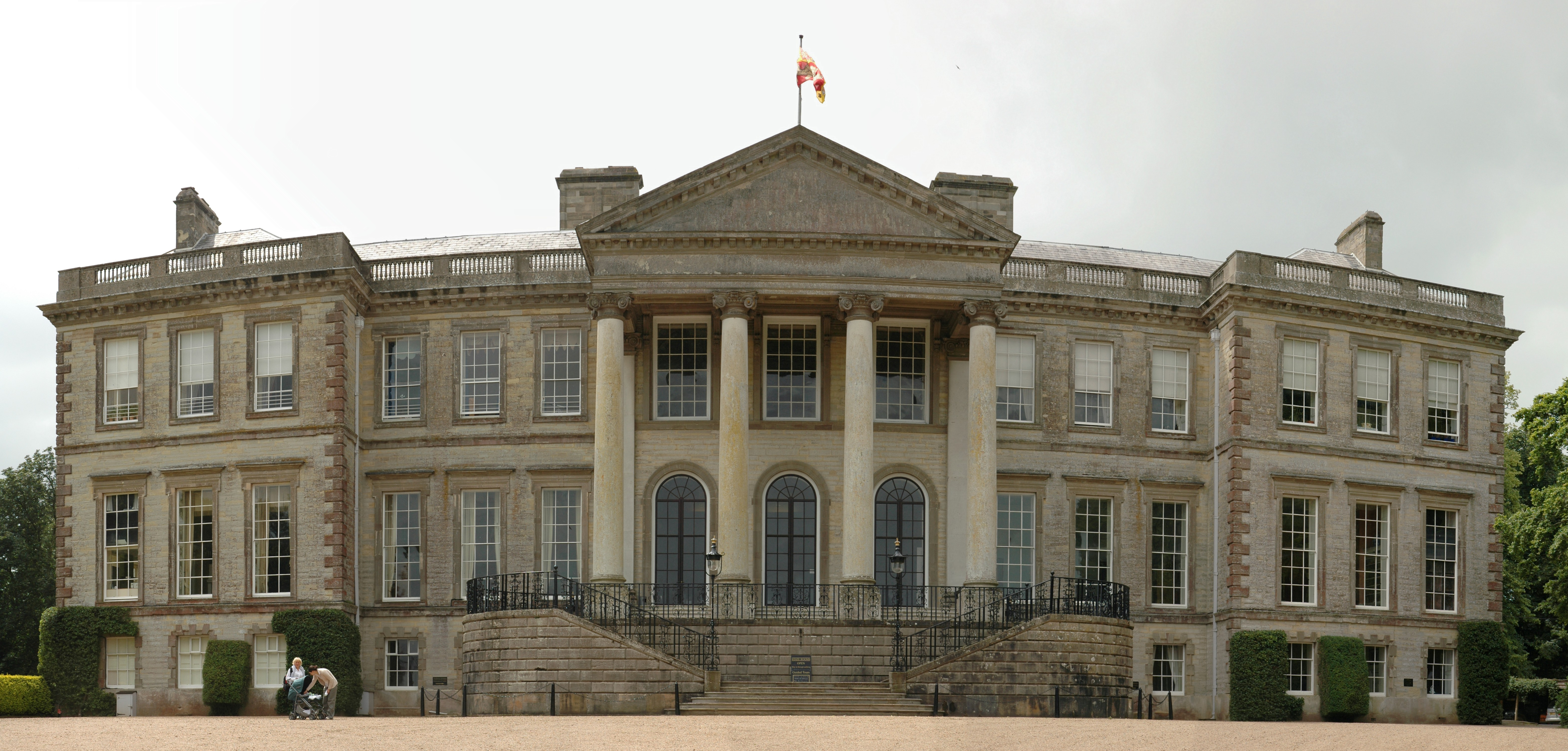
Ragley Hall, con pórtico añadido en 1780 por Wyatt
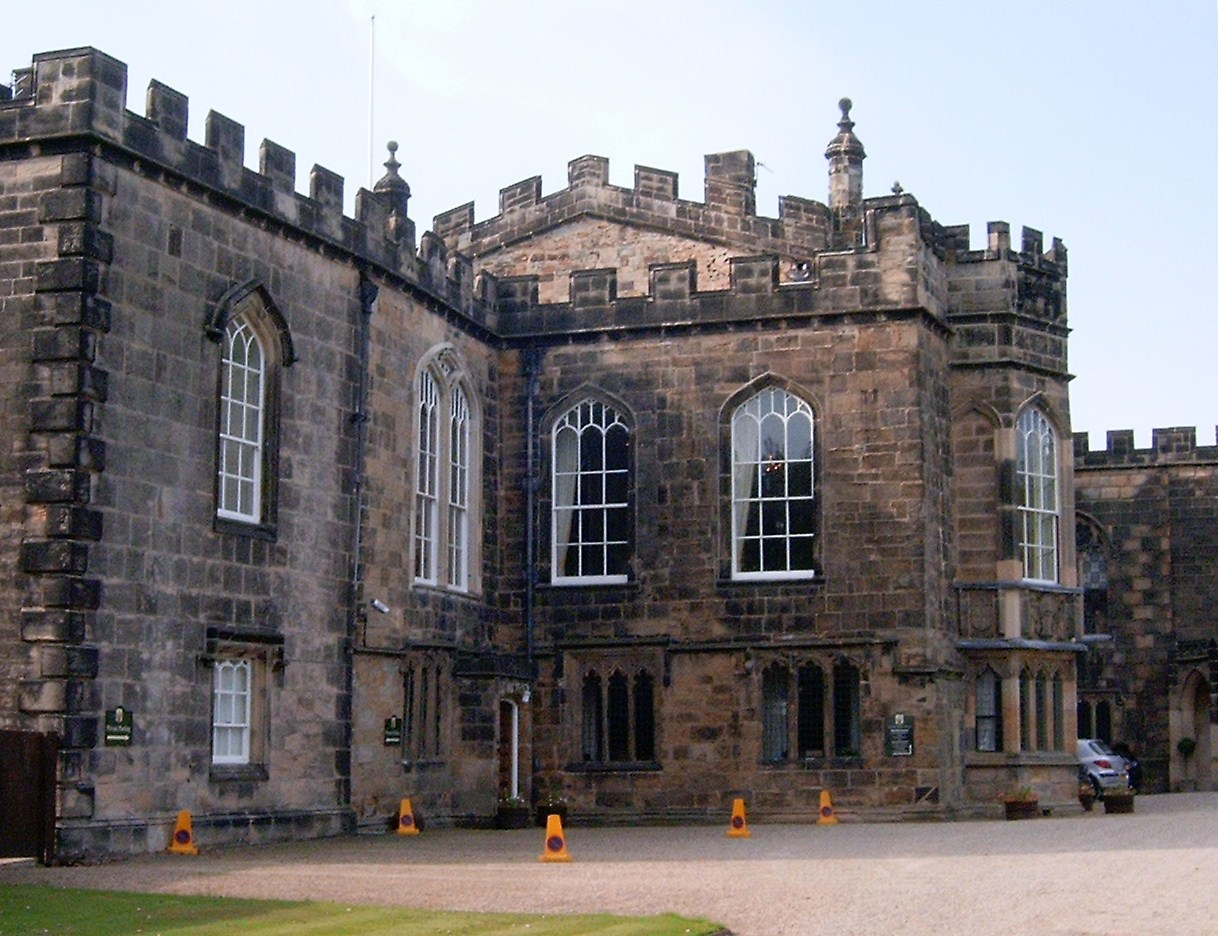
Castillo de Auckland, condado de Durham

### Edificios de jardín y follies
- 1771: Folly Temple Island
- 1774: Bridge, Chiswick House attributed

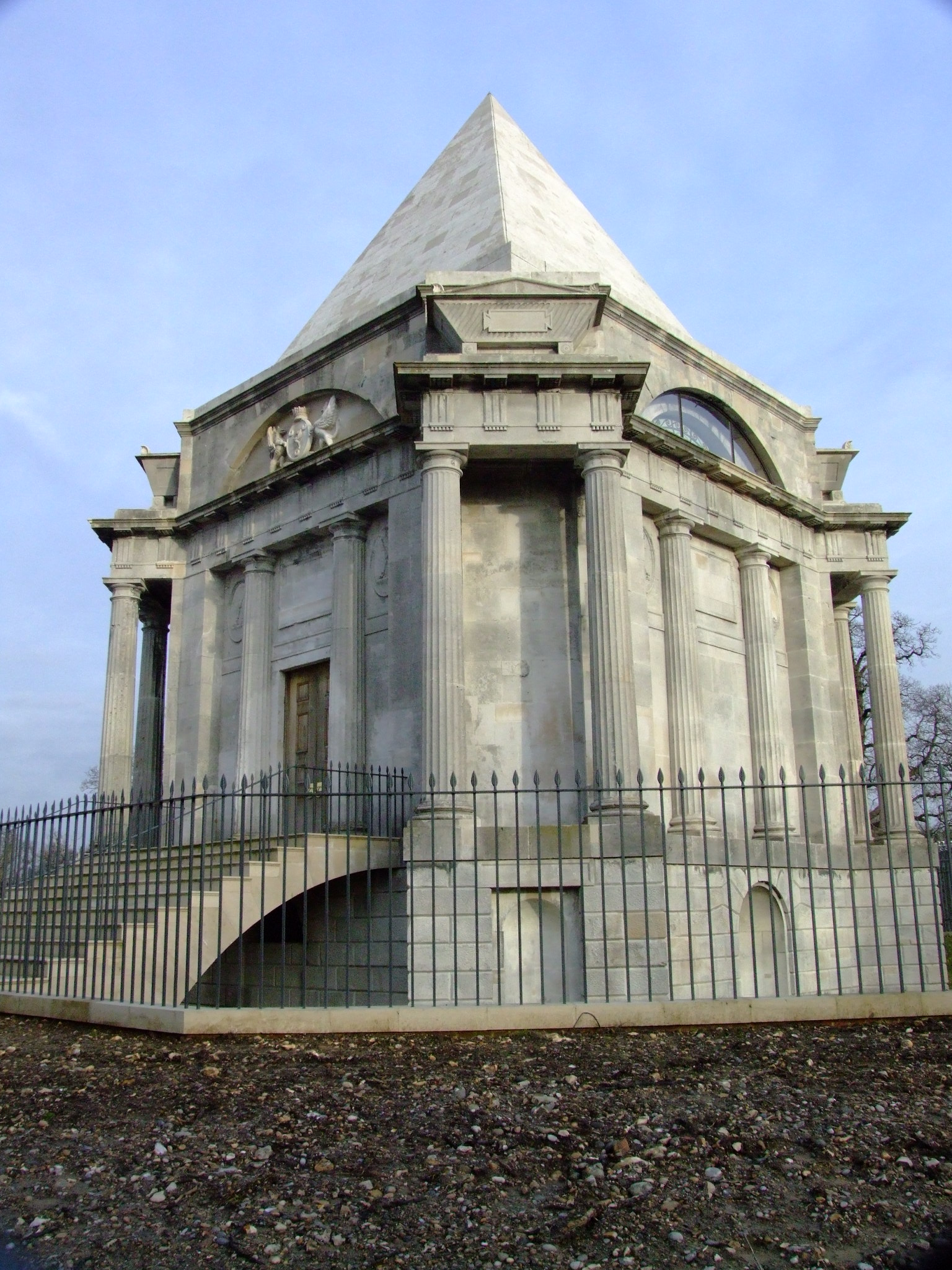
1783: Cobham Hall, Kent, Darnley Mausoleum
- 1787-1794: Brocklesby Park, Lincolnshire, el Mausoleum[6]
- 1794: Torre de Broadway, Worcestershire, una aislada folie para lady Coventry,
- 1797: Peper Harrow, Surrey, un conservatorio demolido ca. 1913
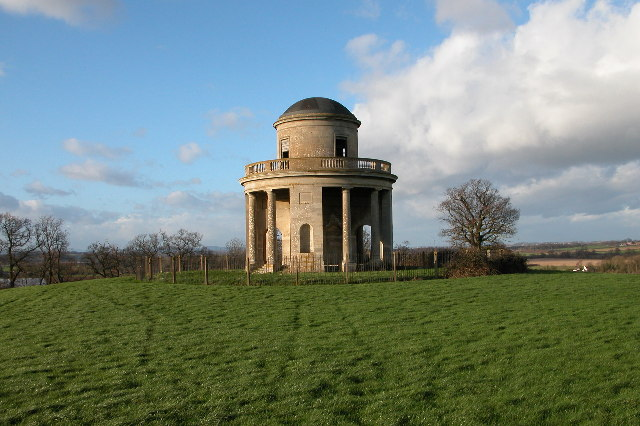
1801: Croome Park, Worcestershire, varios edificios de jardín, incluida la Torre Panorama
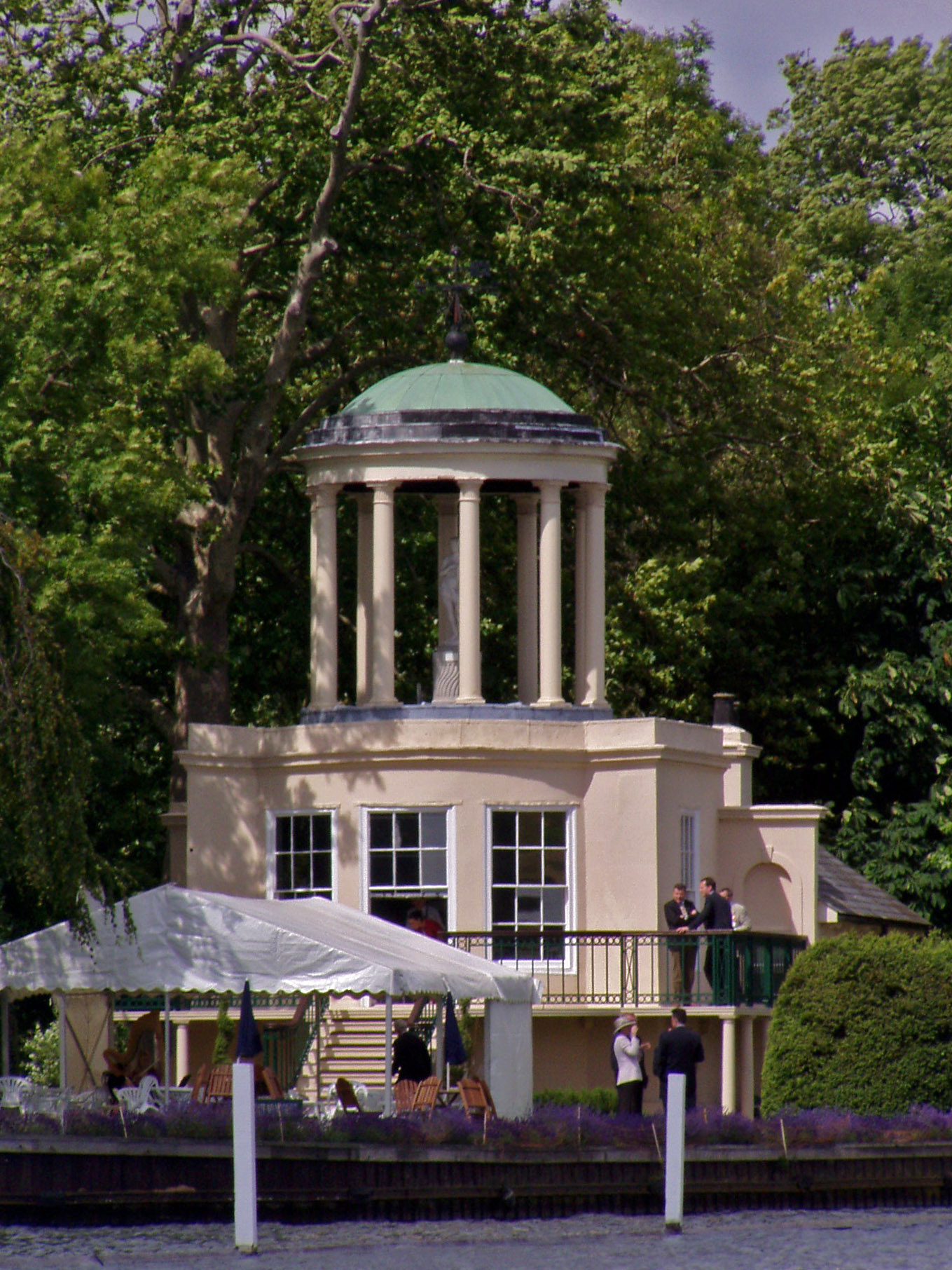
Folly, isla Temple
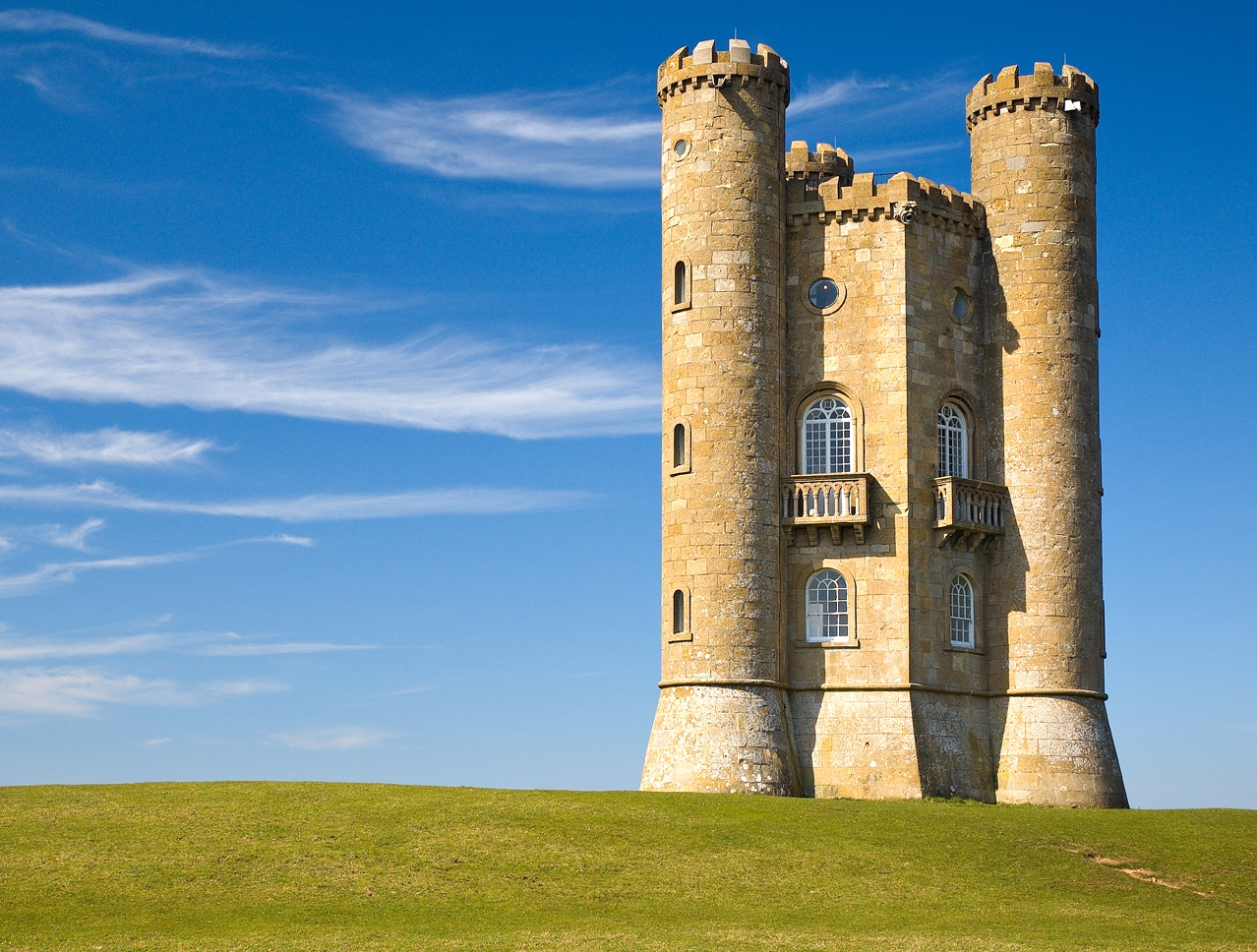
Torre de Broadway
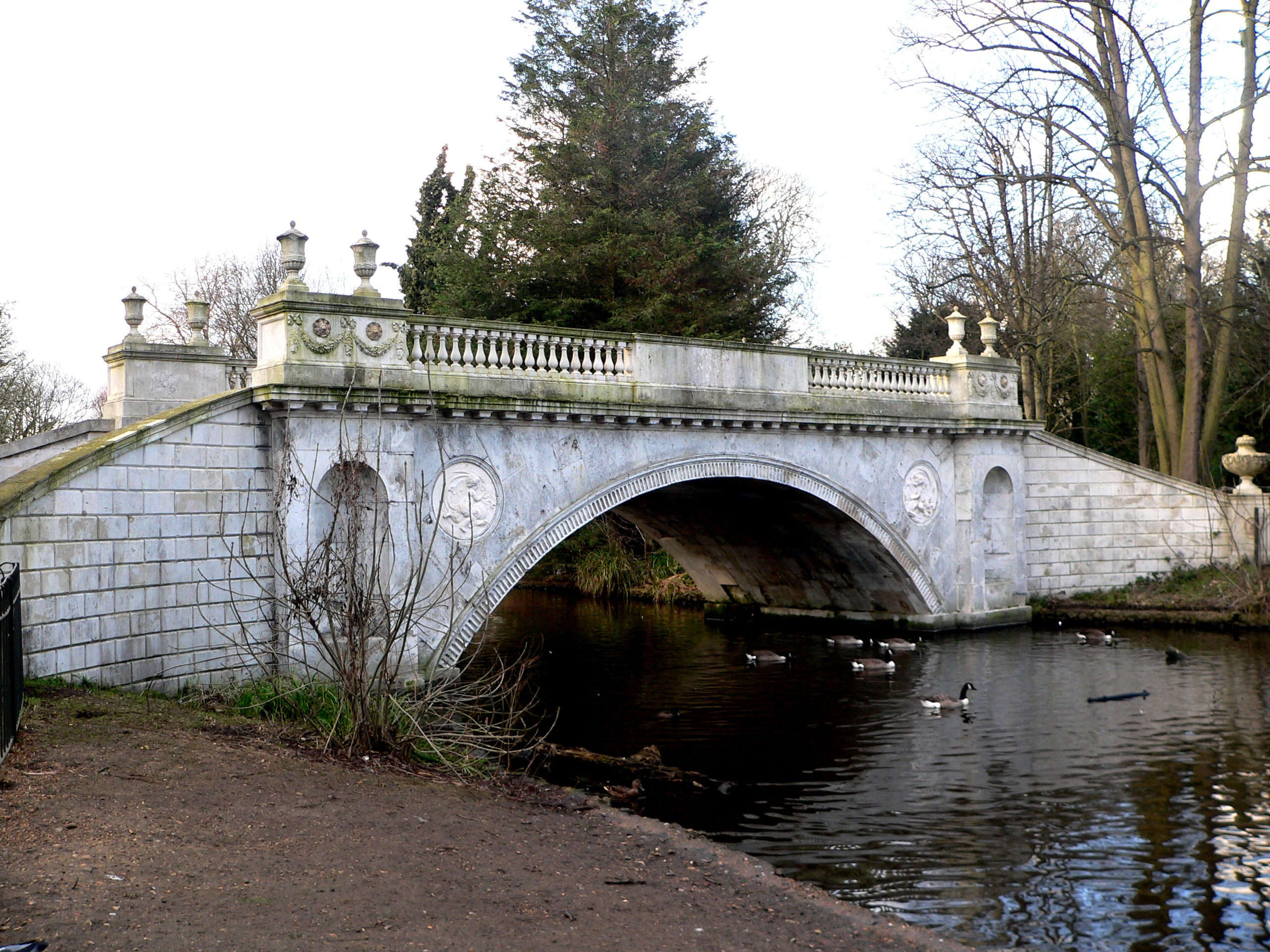
Puente de Chiswick House

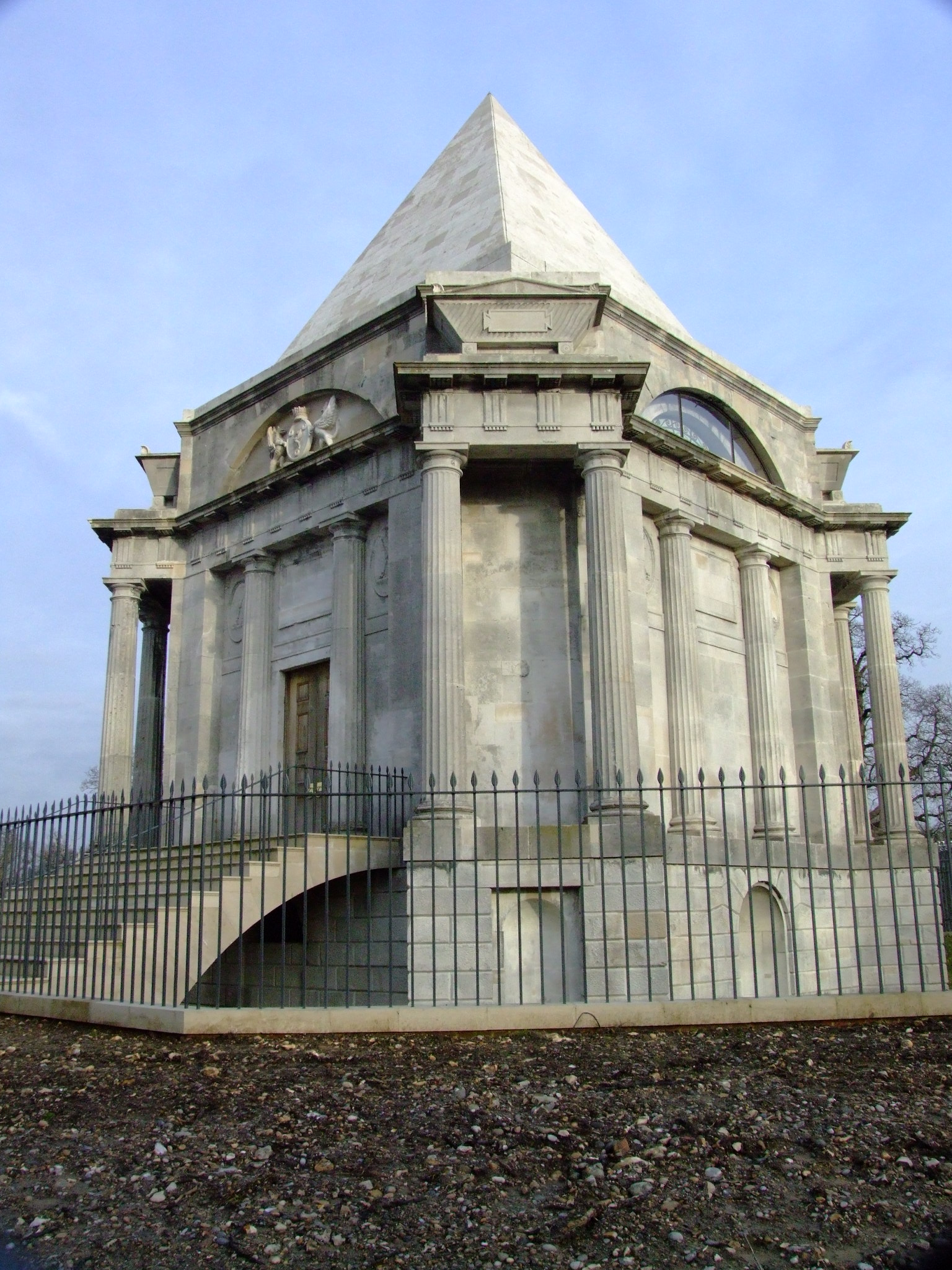
Puente de Chiswick House

### Modificaciones de casas de campo existentes
- 1771: Fawley Court, Oxfordshire, modificaciones internas
- 1771–1781: Cobham Hall, Kent, modificaciones, ampliaciones, 1771–81, 1789-93 & 1801-12
- 1773: Crichel House, Dorset, modificaciones del interior
- 1774: Charlton Park, Wiltshire modificaciones
- 1774: Aubery Hill, Notting Hill, Londres, modificaciones
- 1774: Shardeloes, Buckinghamshire, modificaciones to library, and garden buildings (demolido)
- Copped Hall, Essex redecoration of Library, incendiado en 1917
- 1775-1776: Milton Abbey, Dorset, decoración interior
- 1776-1777:Belton House, Lincolnshire, Library & Boudoir
- 1776-1778: Burton Constable Hall, Yorkshire, West Drawing Room & Entrance Lodges
- 1776-1784: Heveningham Hall, the interiors & orangery, plus the Rectory & Huntingfield Hall (una granja)
- 1778: Blagdon Hall, Northumberland, modificaciones internas, Lodges to park 1787 y establos 1789-1791
- 1780: Ragley Hall, Warwickshire, modificaciones e interiores
- 1780-786: Sandleford Priory, Berkshire, modificaciones y ampliaciones
- 1782-1784: Pishobury Park, Hertfordshire, reconstrucción de una vieja casa tras un incendio
- 1783-1795 & 1811: Plas Newydd, Anglesey, modificaciones y ampliaciones
- 1785: Gunton Hall, Norfolk, enlargement, parcialmente demolido
- 1785: Leinster House, Dublin, decoración de la galería
- 1785-1788: Cremore House, Chelsea, modificaciones, demolido
- 1787–1806: Goodwood House, Sussex, ampliaciones, kennels & dower house
- 1788: Powderham Castle, añadido de la sala de música
- 1790s: Soho House, Birmingham, modificaciones, ampliaciones e interiores
- 1791-1804: Felbrigg Hall, Norfolk, modificaciones
- ca. 1795: Auckland Castle, condado de Durham, pantalla gótica, inner gateway, ruta procesional, Capilla y sala del trono
- 1796: Corsham Court, Wiltshire, modificaciones
- 1796-1800: Cricket St Thomas, Somerset, modificaciones
- 1796-1800: Castillo Windsor, Berkshire, modificaciones e interiores
- 1798: Canwell Hall, Staffordshire, añadidos alas e interiores, demolido 1911
- 1798: Swinton Park, Yorkshire, ala norte
- 1799: Cassiobury House, Hertfordshire, modificaciones y añadidos
- 1801-1811: Wilton House, Wiltshire, modificaciones
- 1807: Bulstrode Park, Buckinghamshire, reconstruido por Benjamin Ferrey 1862
- 1813: Swinton Park, Yorkshire, ala sur
- 1813-1814: Chicksands Priory, Bedfordshire, modificaciones }}

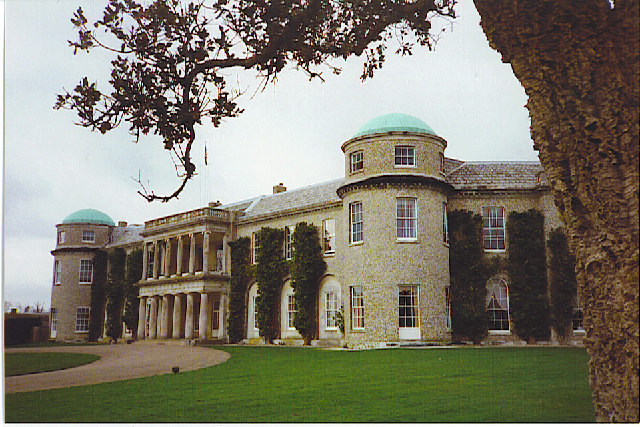
Castillo de Auckland, condado de Durham

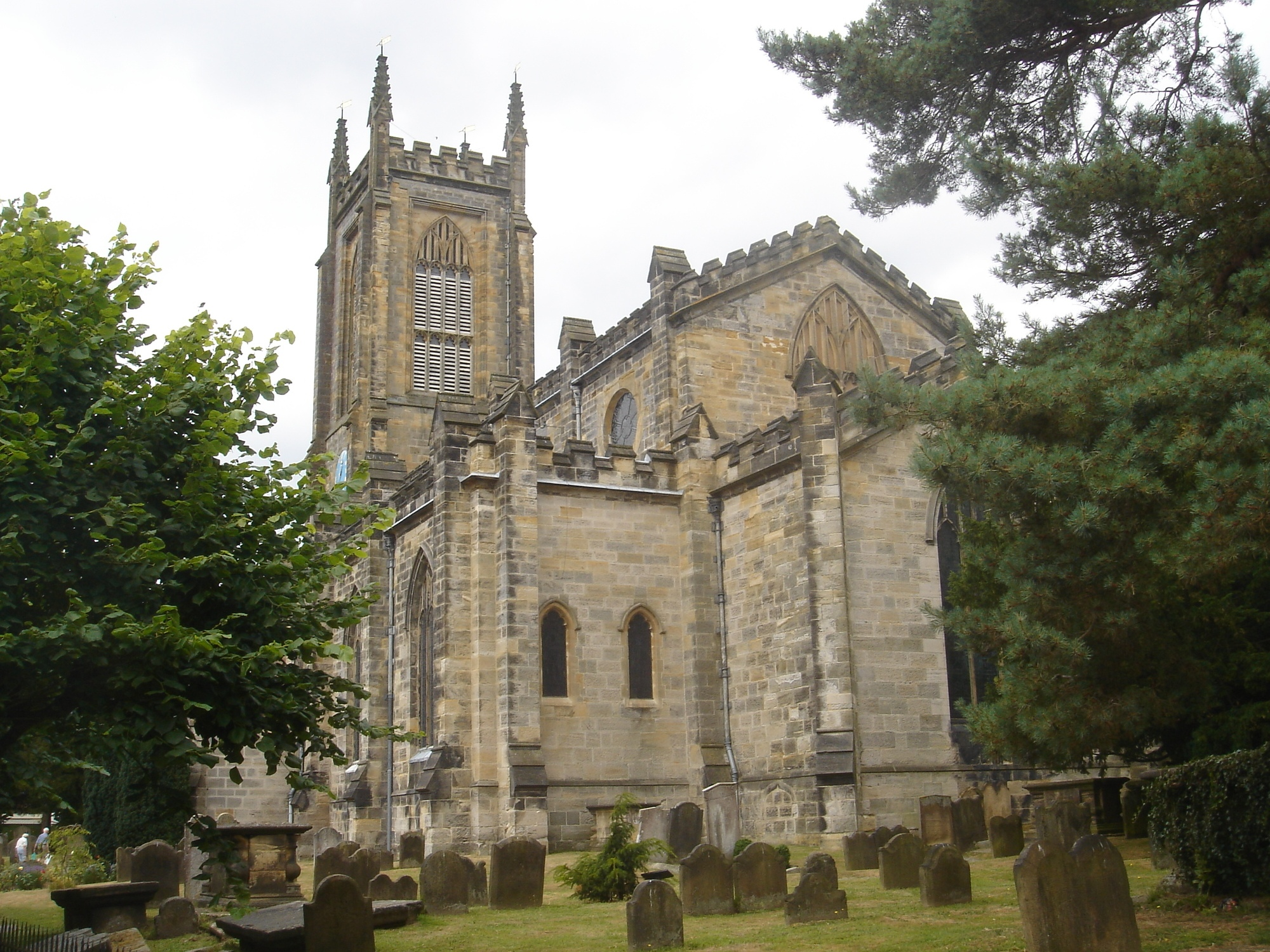
Iglesia de San Swithun, East Grinstead
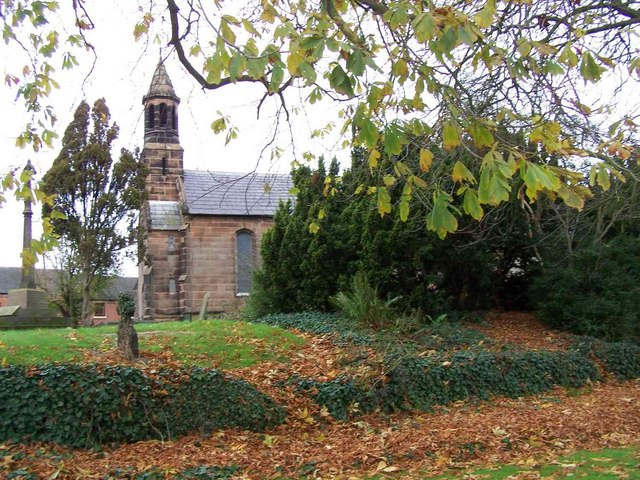
St. Mary's Weeford

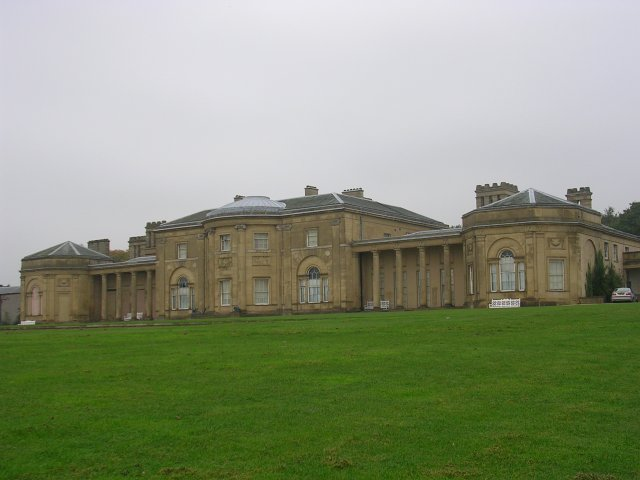
Heaton Hall
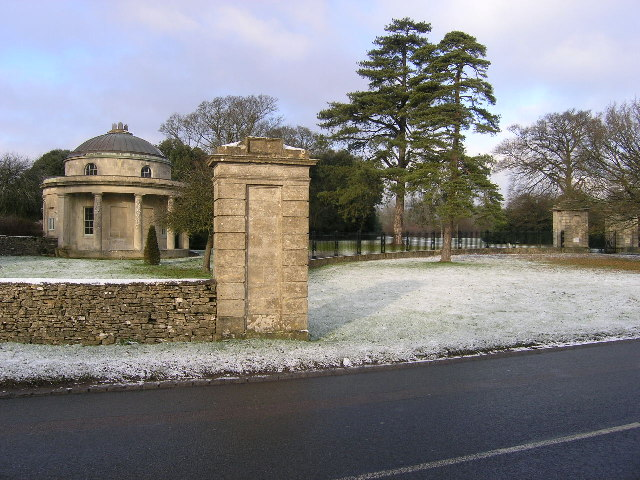
Bath Lodge, Dodington Park
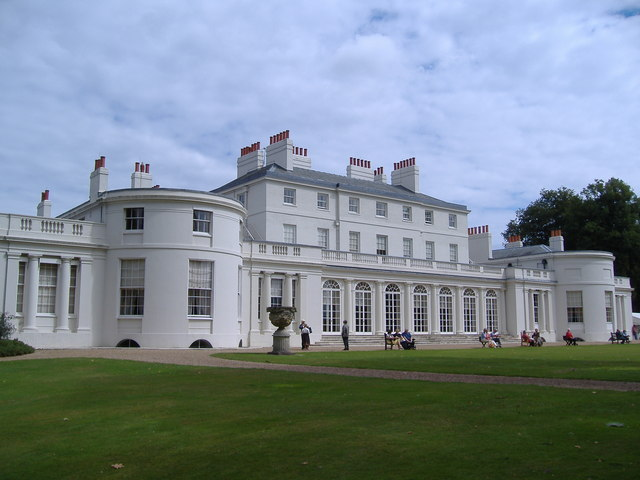
Frogmore House
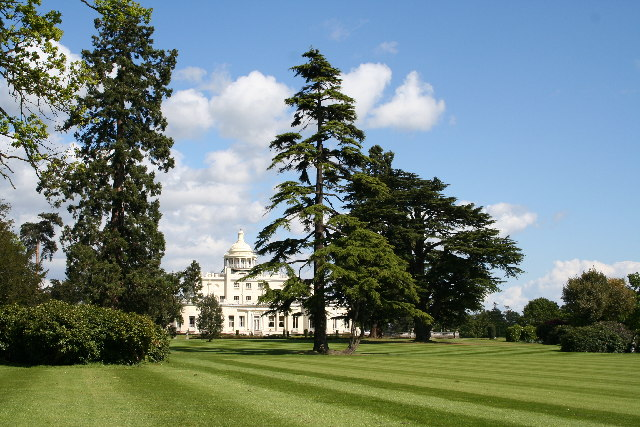
Stoke Poges Park
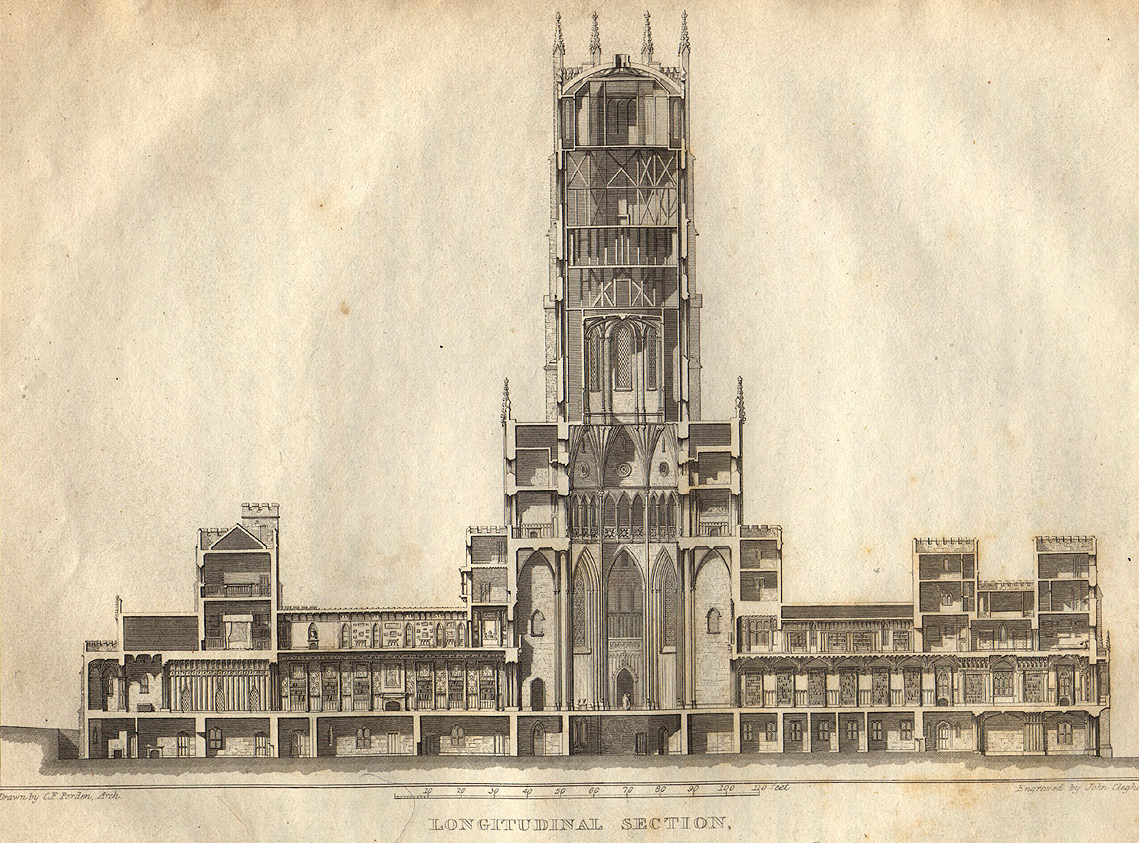
Cross Section, abadía de Fonthill
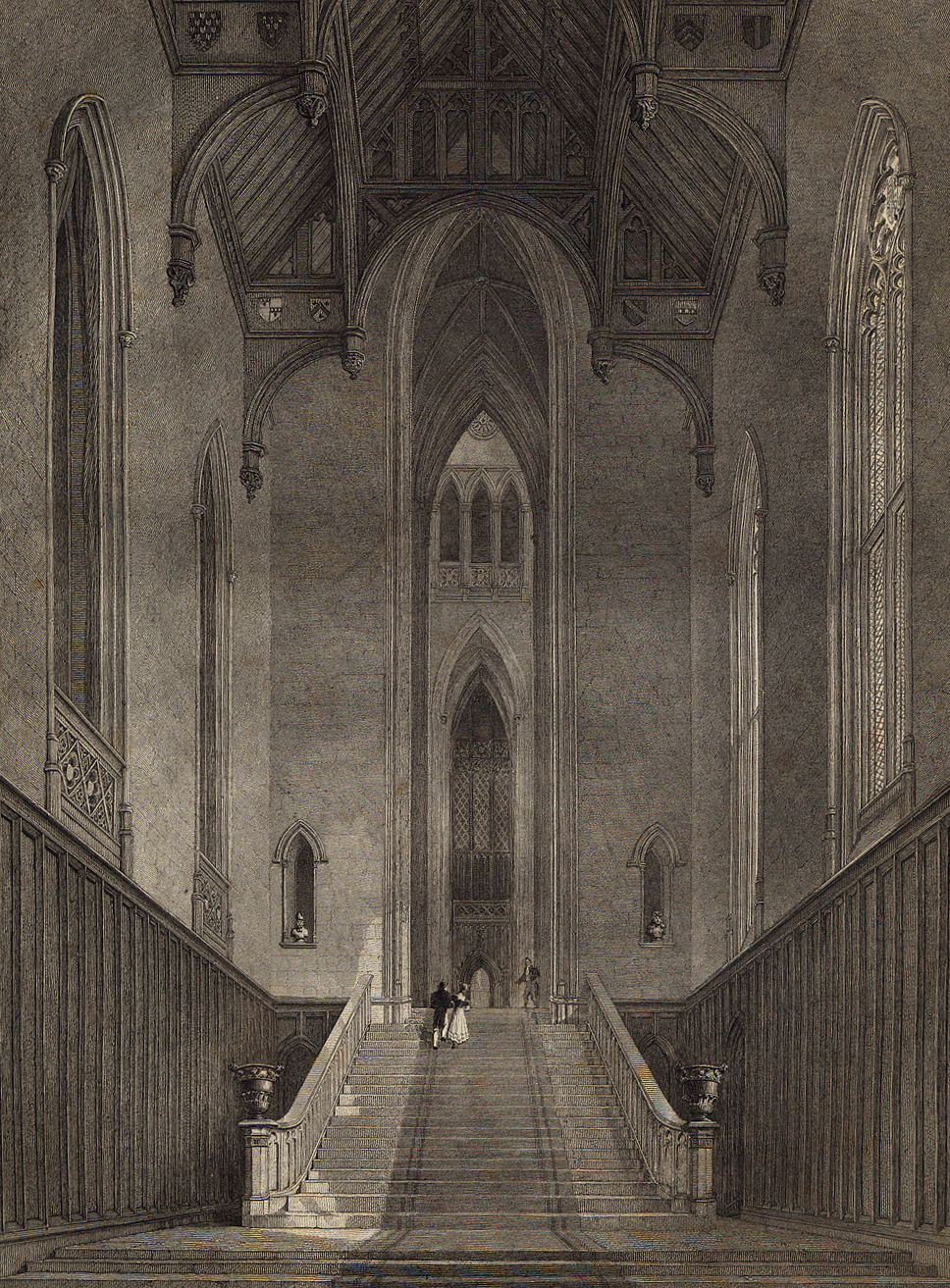
Hall, abadía de Fonthill
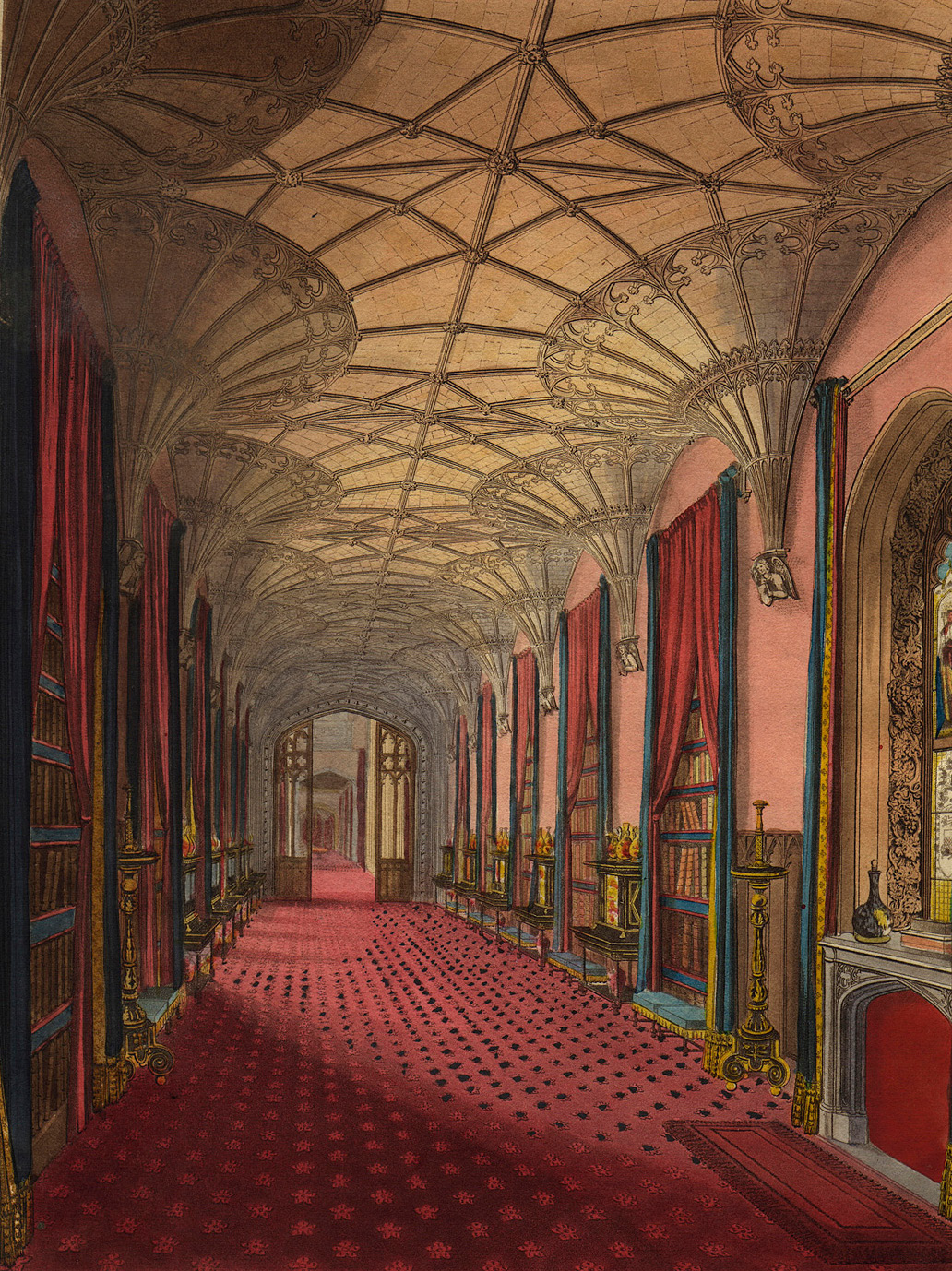
Galería S. Michael, abadía de Fonthill
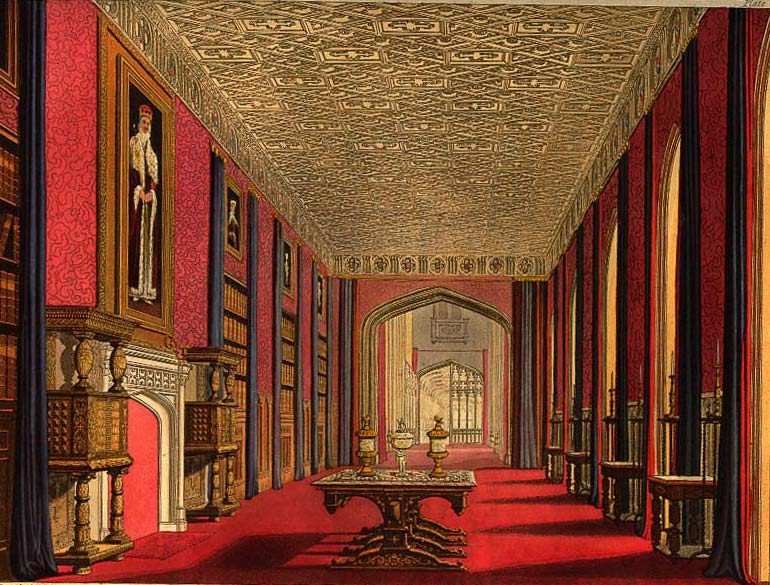
Galería Rey Eduardo, abadía de Fonthill
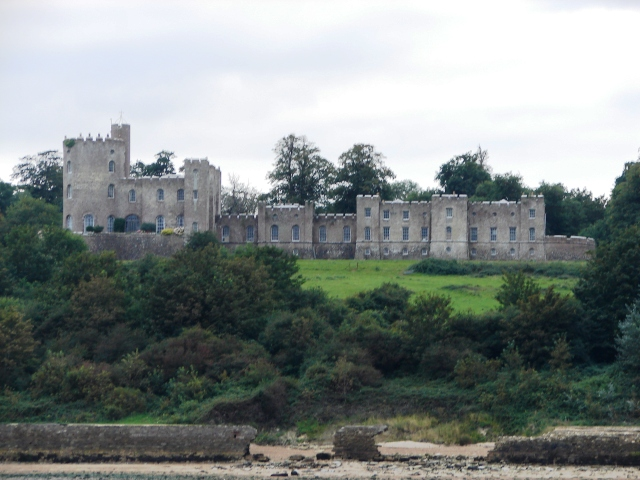
Castillo Norris, Isla de Wight
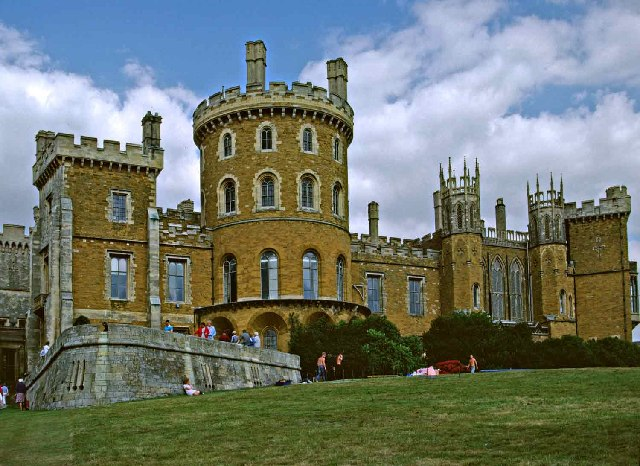
Castillo Belvoir, south front
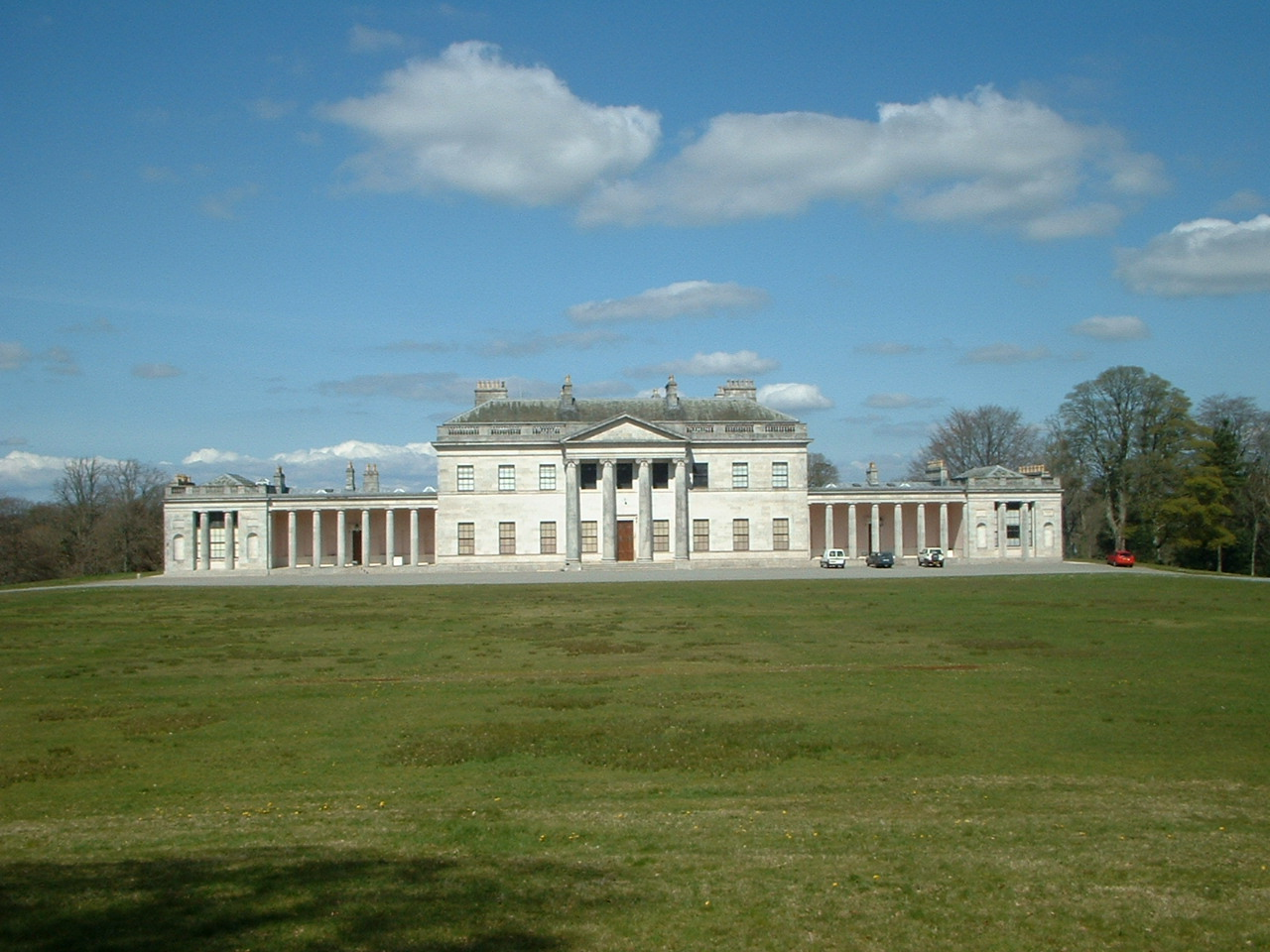
Castillo Coole, Enniskillen
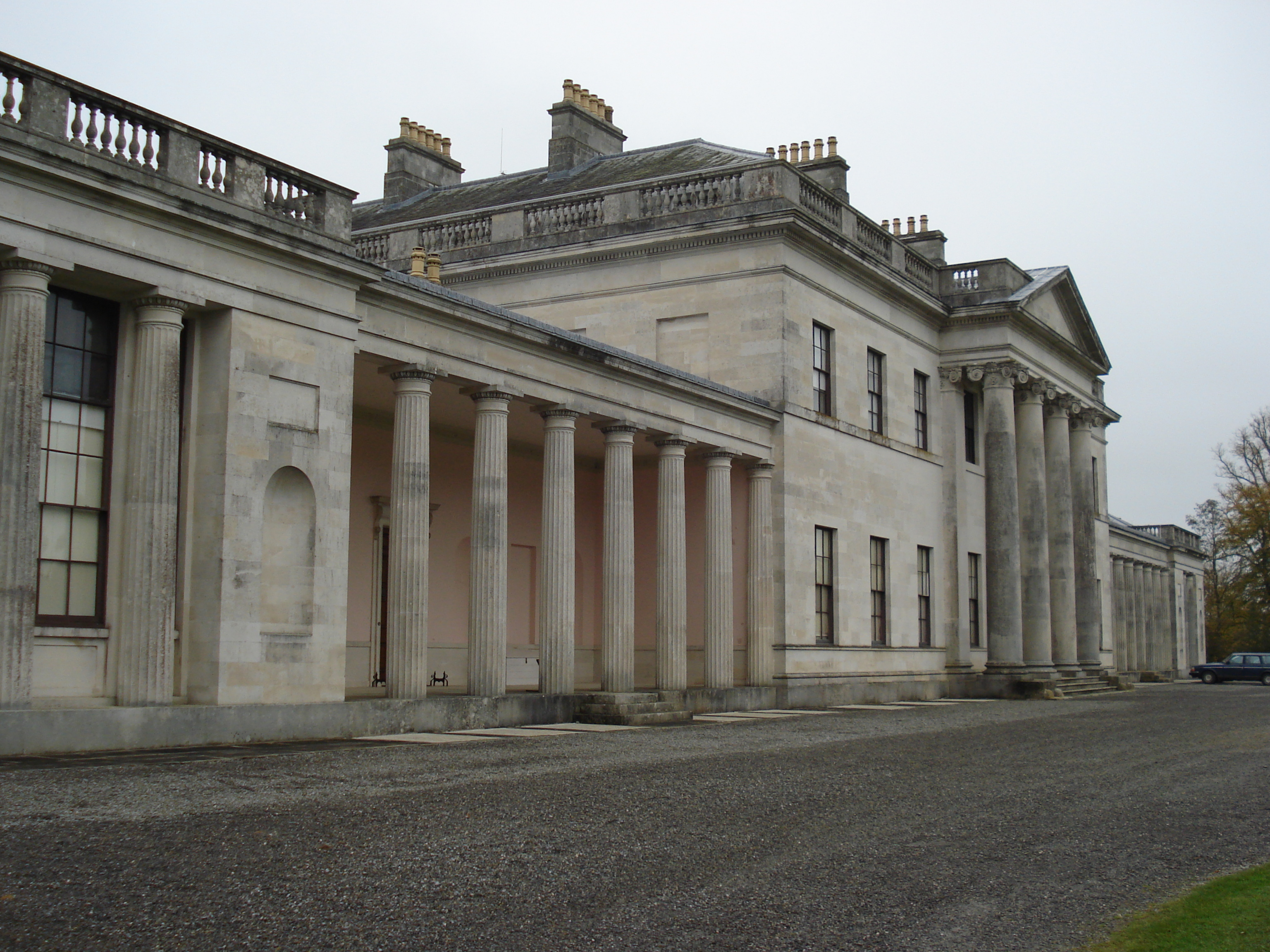
Castillo Coole, Enniskillen
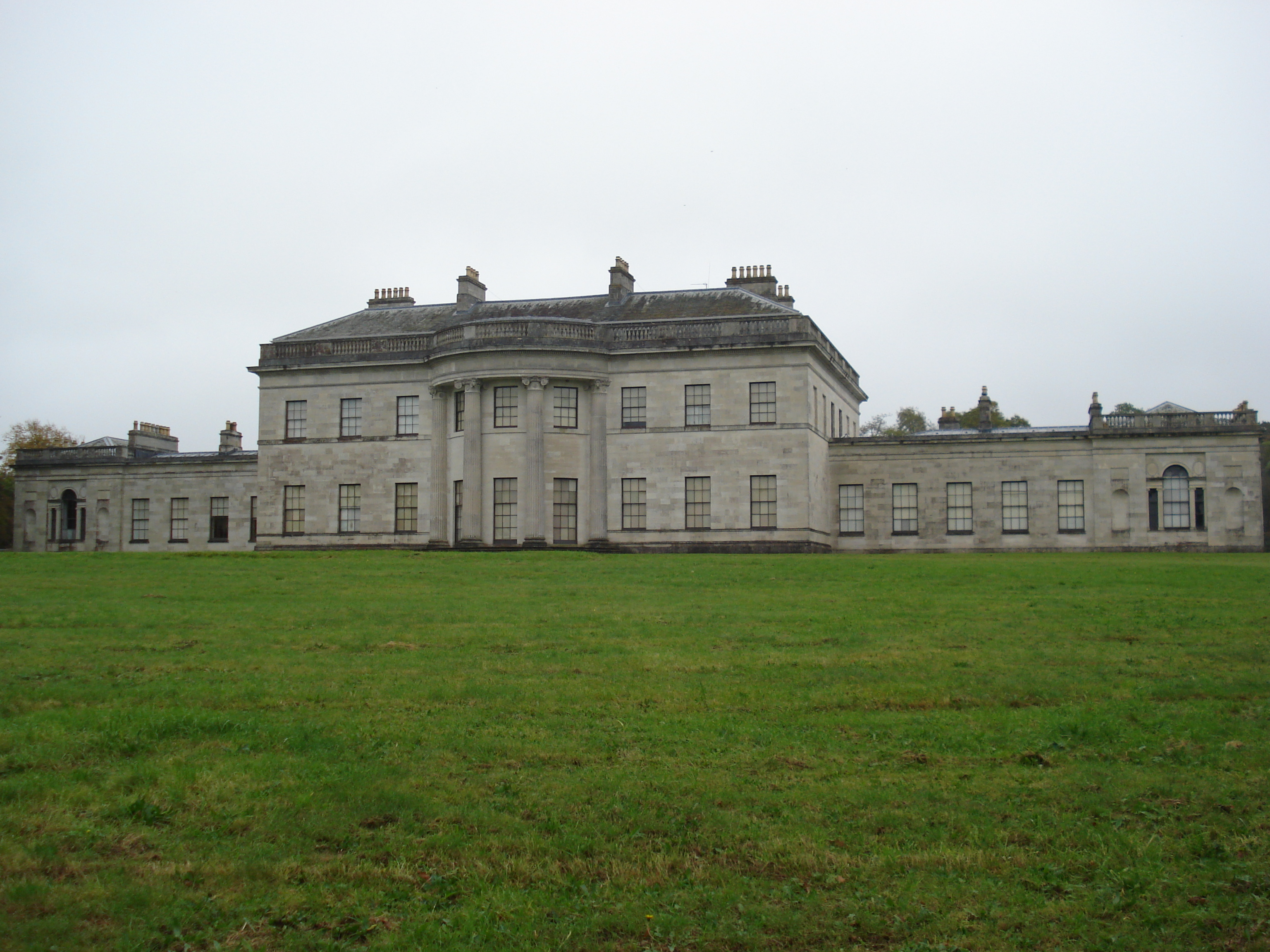
Castillo Coole, Enniskillen
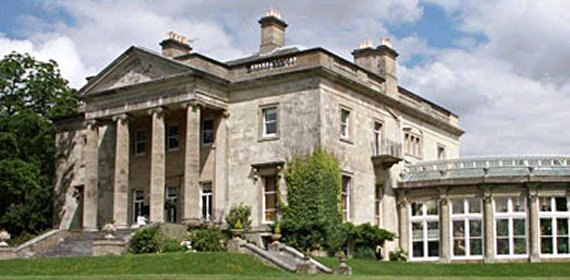
Gaddesden Place
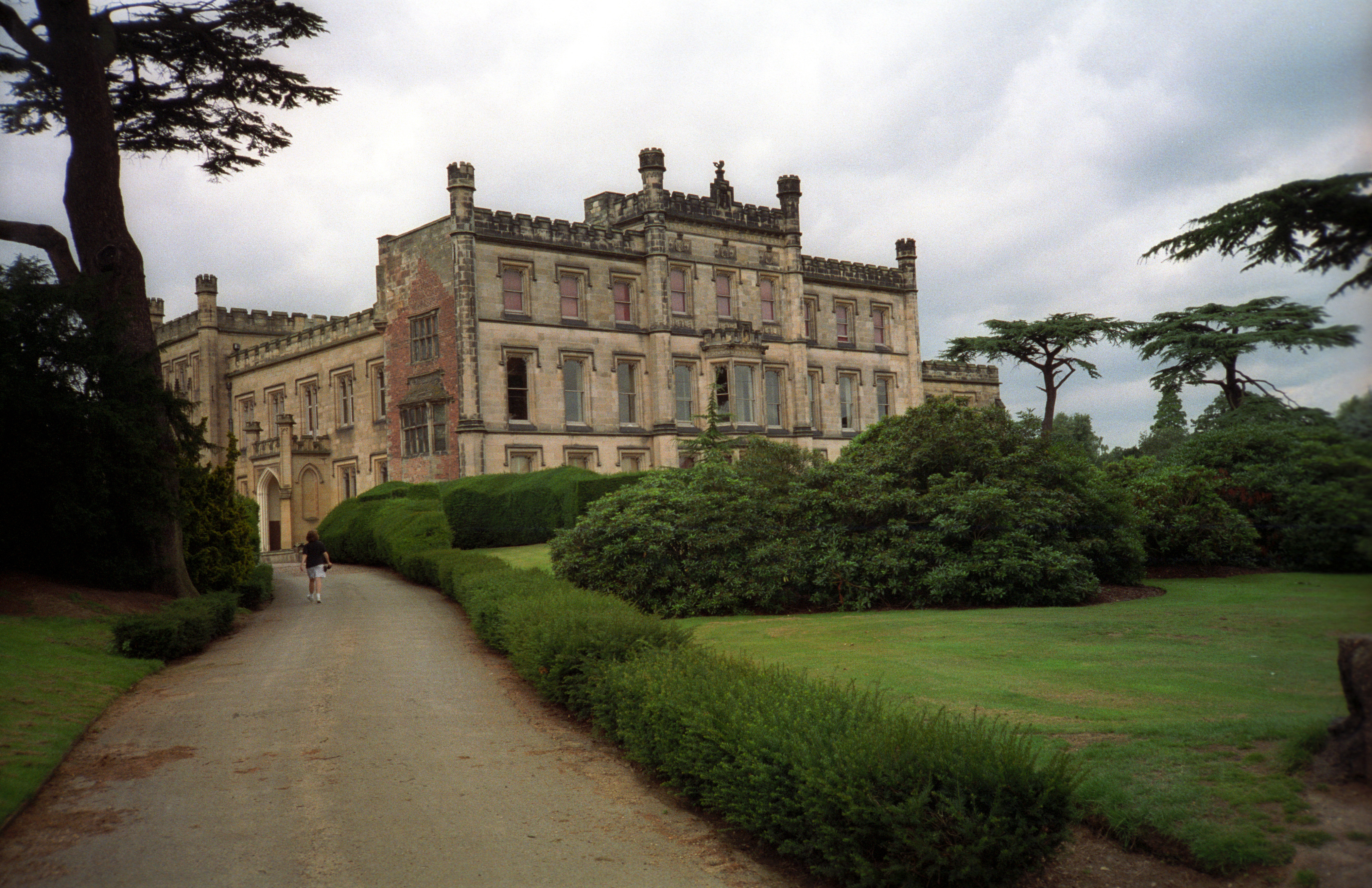
Castillo Elvaston
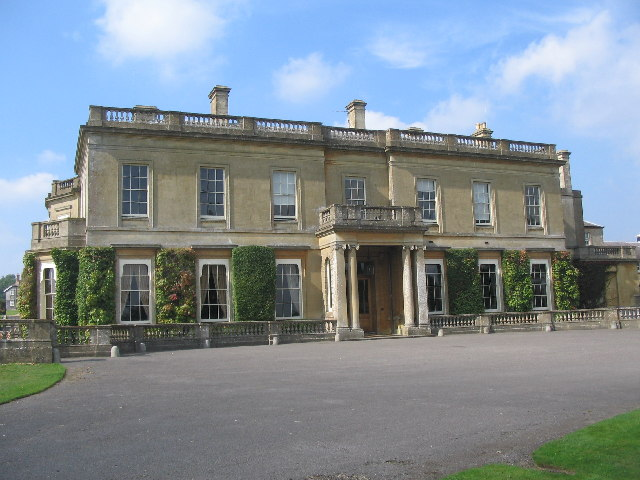
Hartham Park
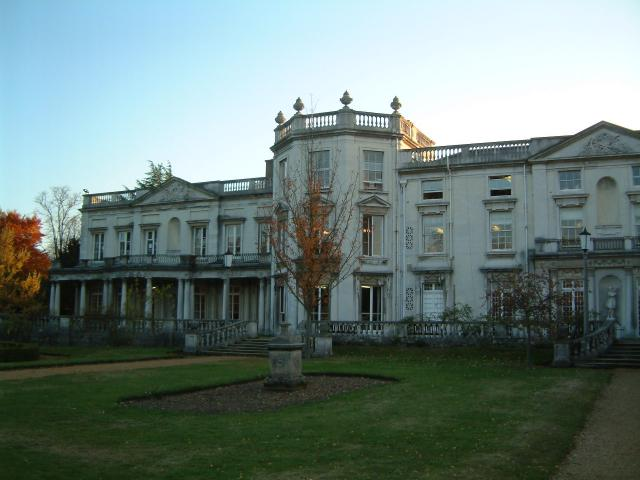
Casa Grove, Roehampton
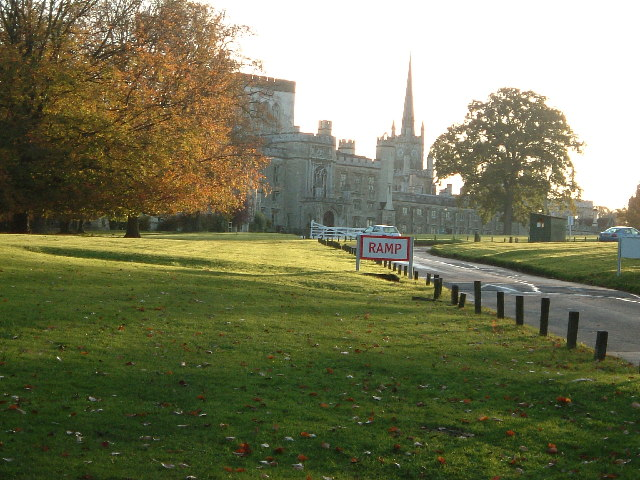
Fachada de entrada, Ashridge
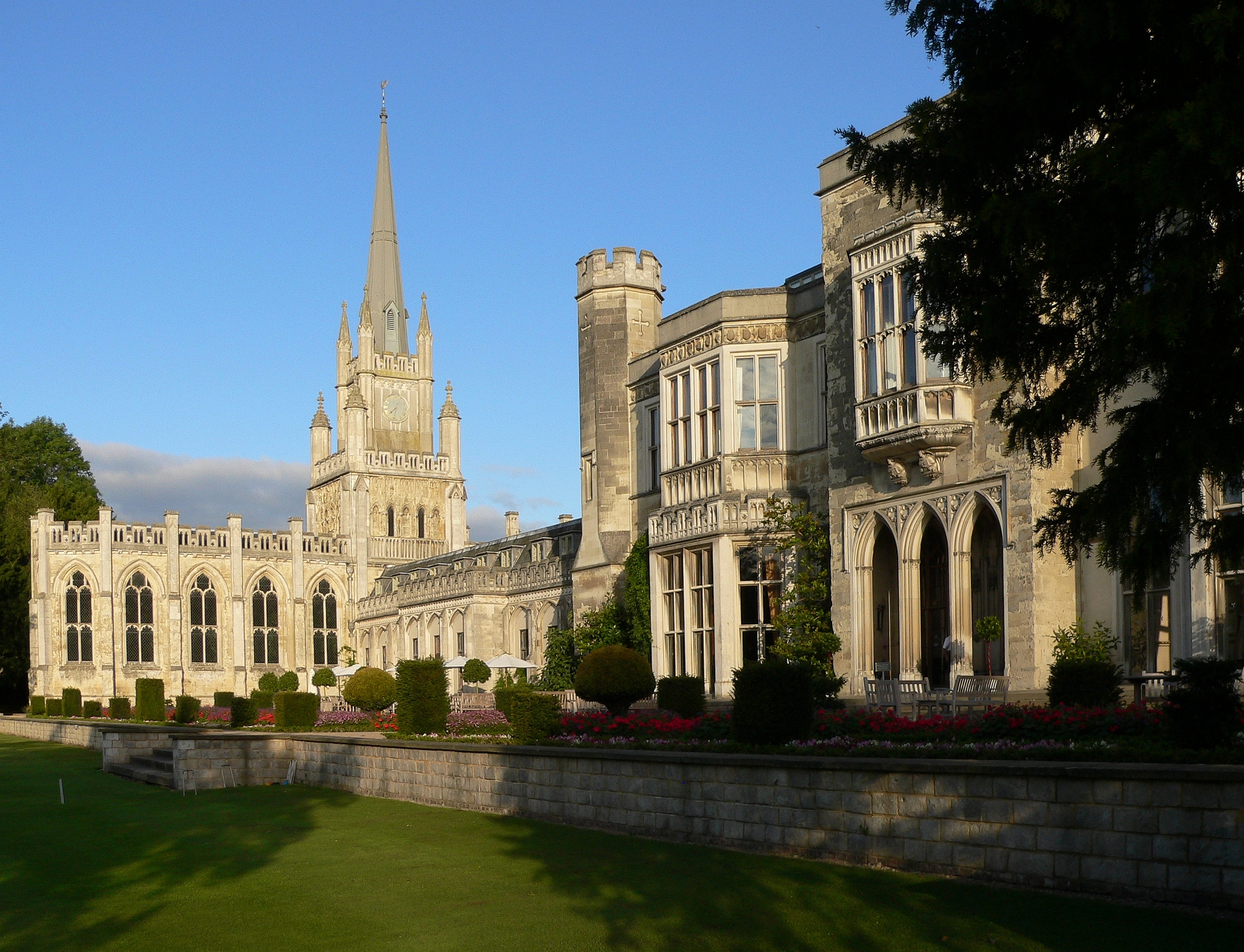
Fachada al jardín, Ashridge
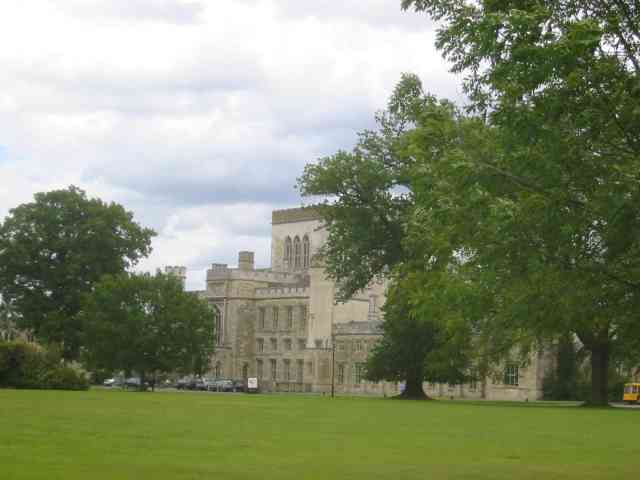
Casa Ashridge